# トレイン・シェッド

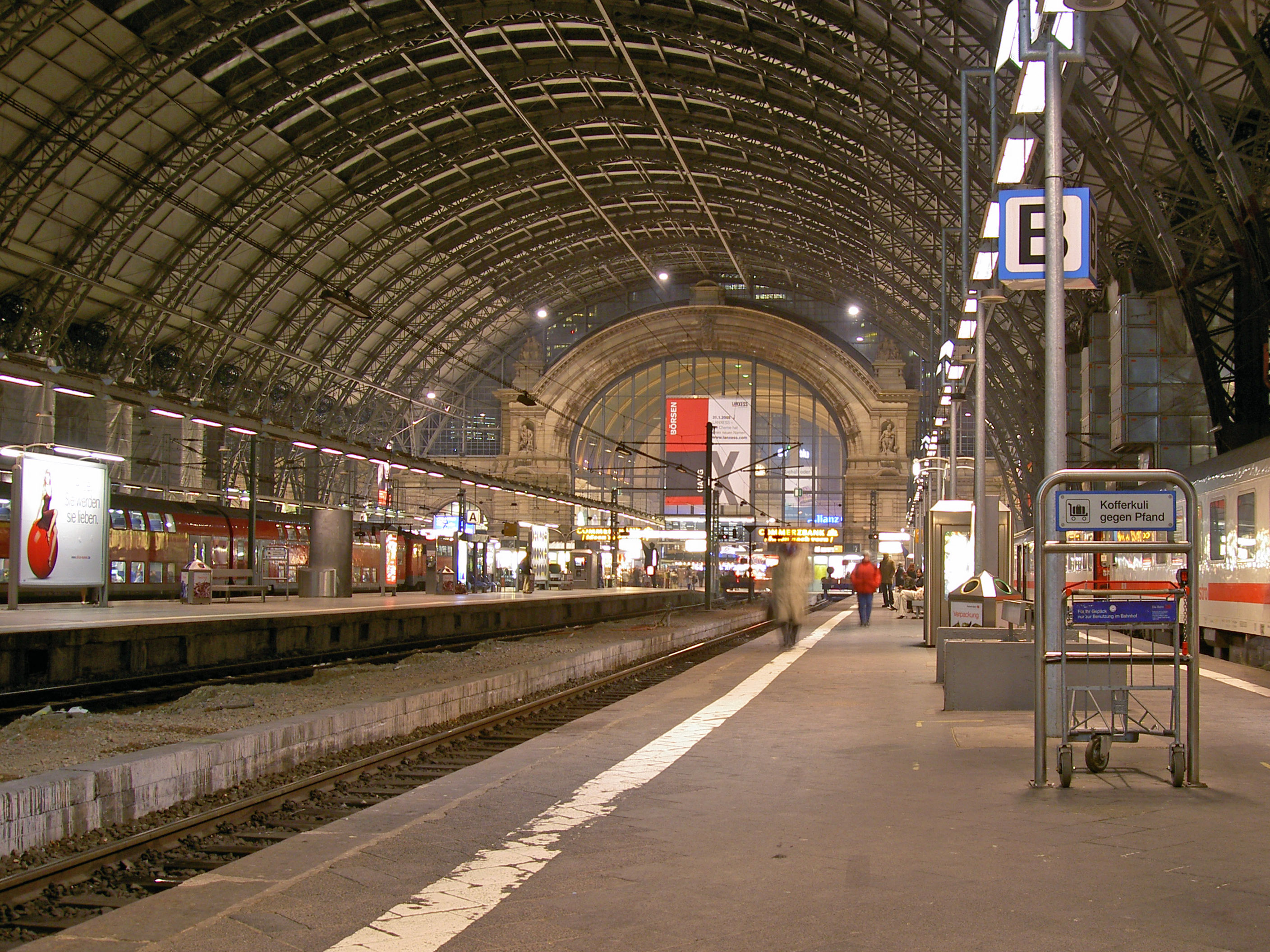
フランクフルト中央駅のトレイン・シェッド内部

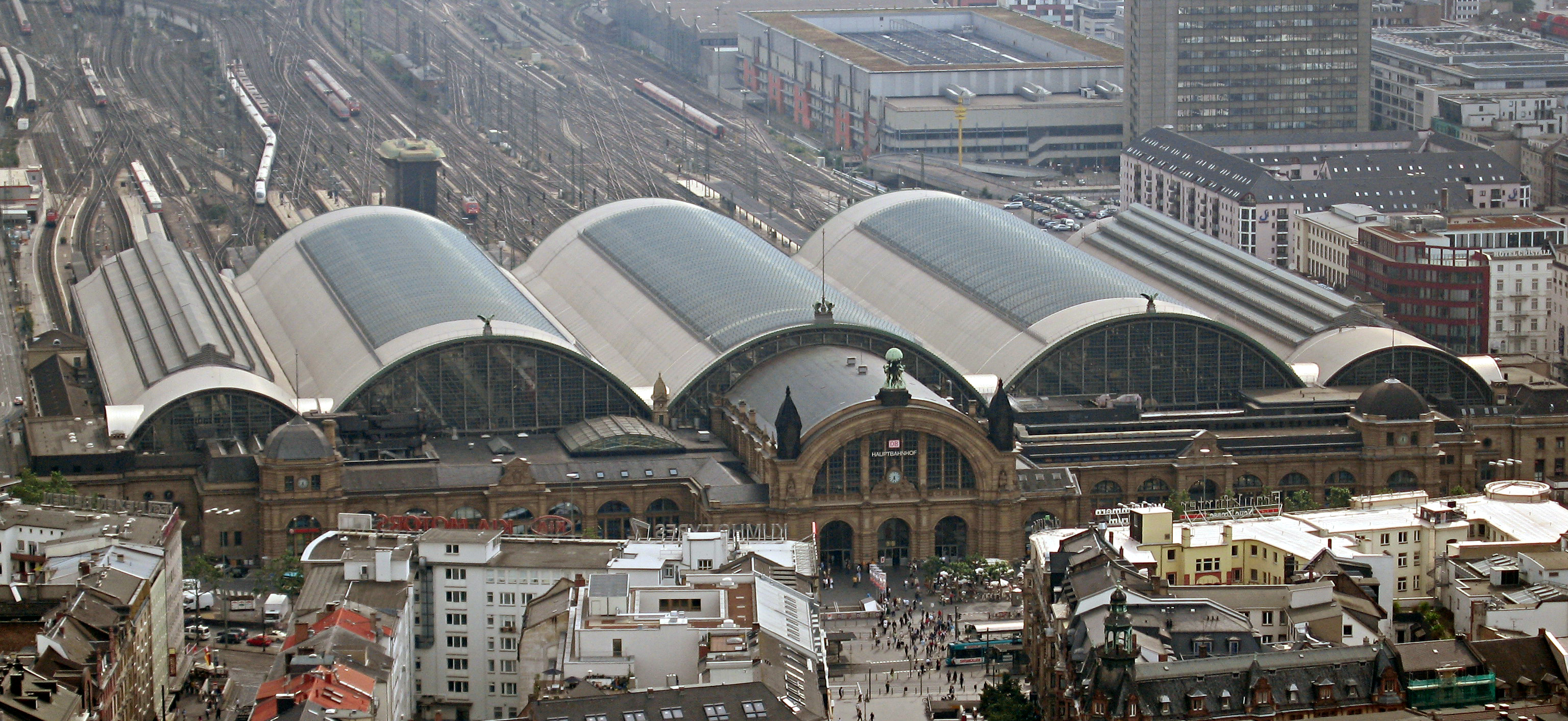
フランクフルト中央駅 : 駅舎とトレイン・シェッドの外観

トレイン・シェッド（英語: train shed）は、鉄道駅においてプラットホームと線路を同時に覆う大きな屋根である。蒸気機関車から出る煤煙を拡散するため、天井は高くする必要があった。トレイン・シェッドの下の空間を駅構内ホール（ドイツ語: Bahnhalle）とも呼ぶ。
実用的な目的としては、旅客を雨や風、直射日光などから保護することがある。それだけであれば各ホームごとに設けられた上屋（旅客上屋）でもある程度の機能を果たすことができるが、トレイン・シェッドでは都市の景観や旅客の心理に与える影響も重視されている。特に19世紀のヨーロッパや北アメリカの大都市の主要駅では、巨大なトレイン・シェッドが競うように建設された。特にターミナル駅のトレイン・シェッドは、都市や鉄道会社の象徴だった。これは中世に大聖堂の高さを競いあった歴史と似ている。20世紀に入るとトレイン・シェッドの流行は下火になるが、デザイン用途として復活し、現代においても駅の新設や改装の際にトレイン・シェッドやそれに類似した屋根が設けられることがある。

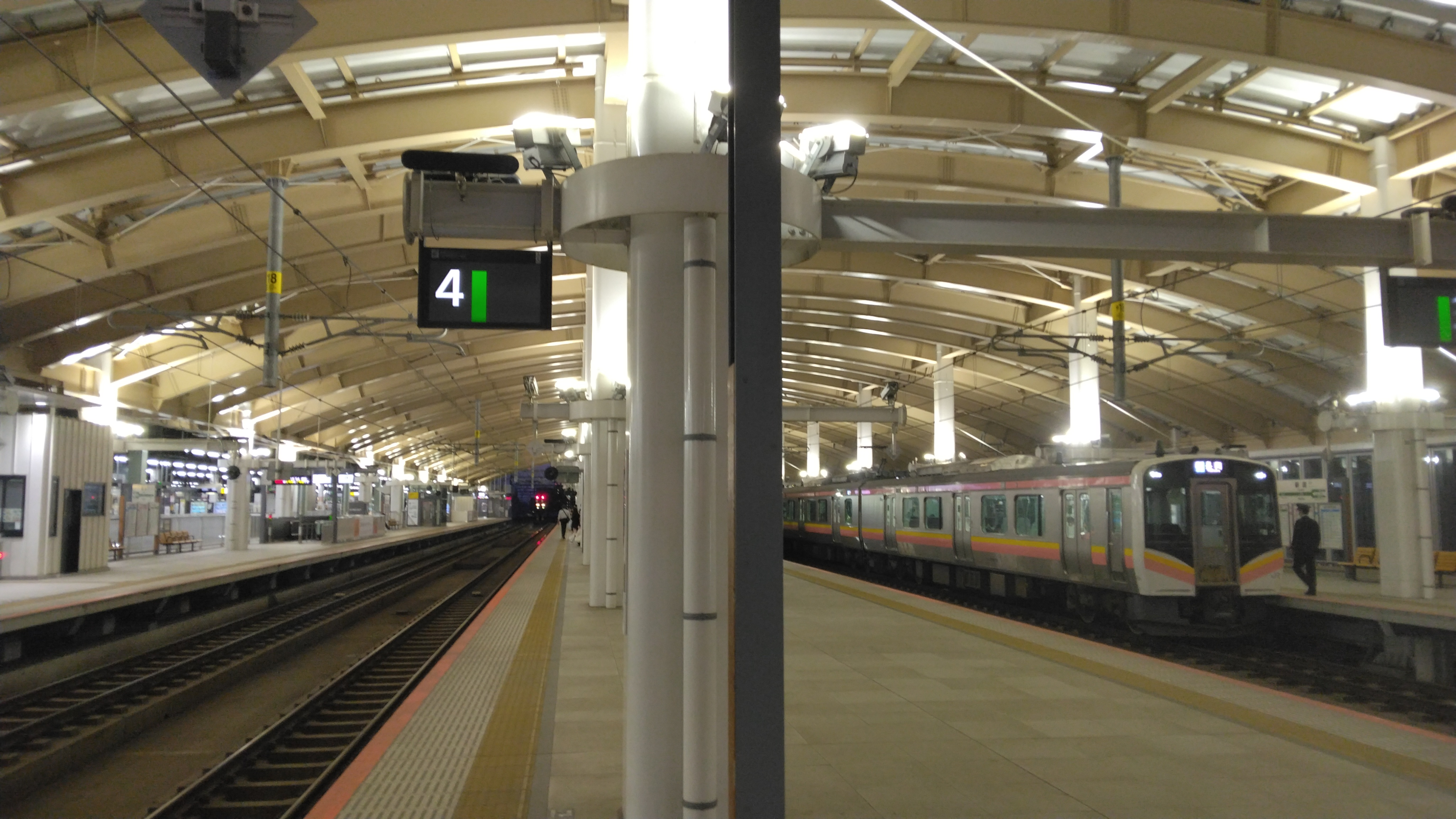
JR東日本新潟駅　在来線ホーム(2024年)

## 歴史

### 誕生

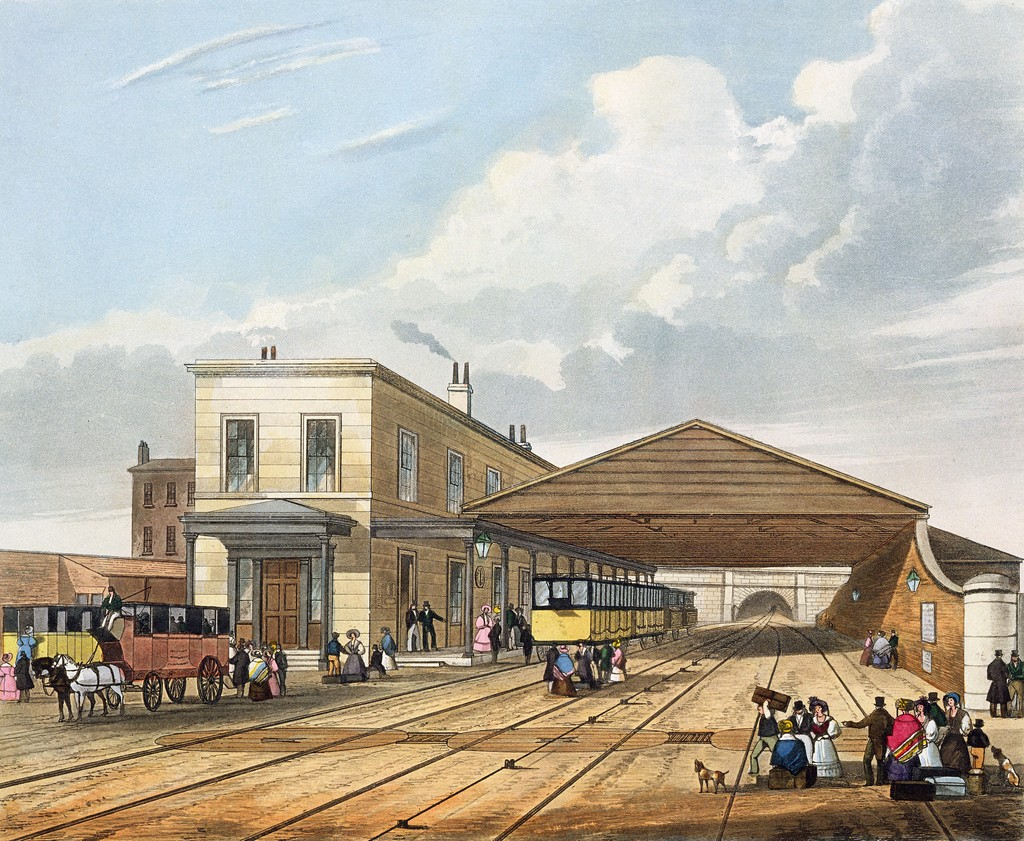
リヴァプール・クラウン・ストリート駅（1833年の絵画）

1830年に開業した世界初の旅客鉄道であるリヴァプール・マンチェスター鉄道のリヴァプール側の起点駅であるクラウン・ストリート駅では、駅舎に接するプラットホームと3本の線路が木造の屋根で覆われていた。これが世界初のトレイン・シェッドである。
その後、各地に鉄道が開業するとともに、トレイン・シェッドを持つ駅が建設された。当時の駅はプラットホームが1面（発着兼用）か2面（出発用と到着用）程度の小さなものではあったが、トレイン・シェッドは数本の線路（ホームに面しないものも含む）を覆うものであり、幅、高さ、長さともに少しずつ大型化した。
北アメリカにおける最初のトレイン・シェッドは、1835年に開業したローウェル駅のもので、当時は"Car house"と呼ばれていた。ただしアメリカではヨーロッパほど駅の建設に費用はかけられず、ホームの屋根は駅舎の庇を伸ばした程度のもので済まされることが多かった。
北アメリカでは、鉄道の開業以前から存在した有料道路の料金所に、道路部分をまたぐように屋根を設けたものがあり、これがトレイン・シェッドの原型になった。ただしこうした屋根付き料金所はイギリスには存在しなかった。イギリスのトレイン・シェッドは、宿屋の車寄せ（当時は駅馬車の発着所を兼ねていた）の屋根を真似たものが起源であると考えられている。

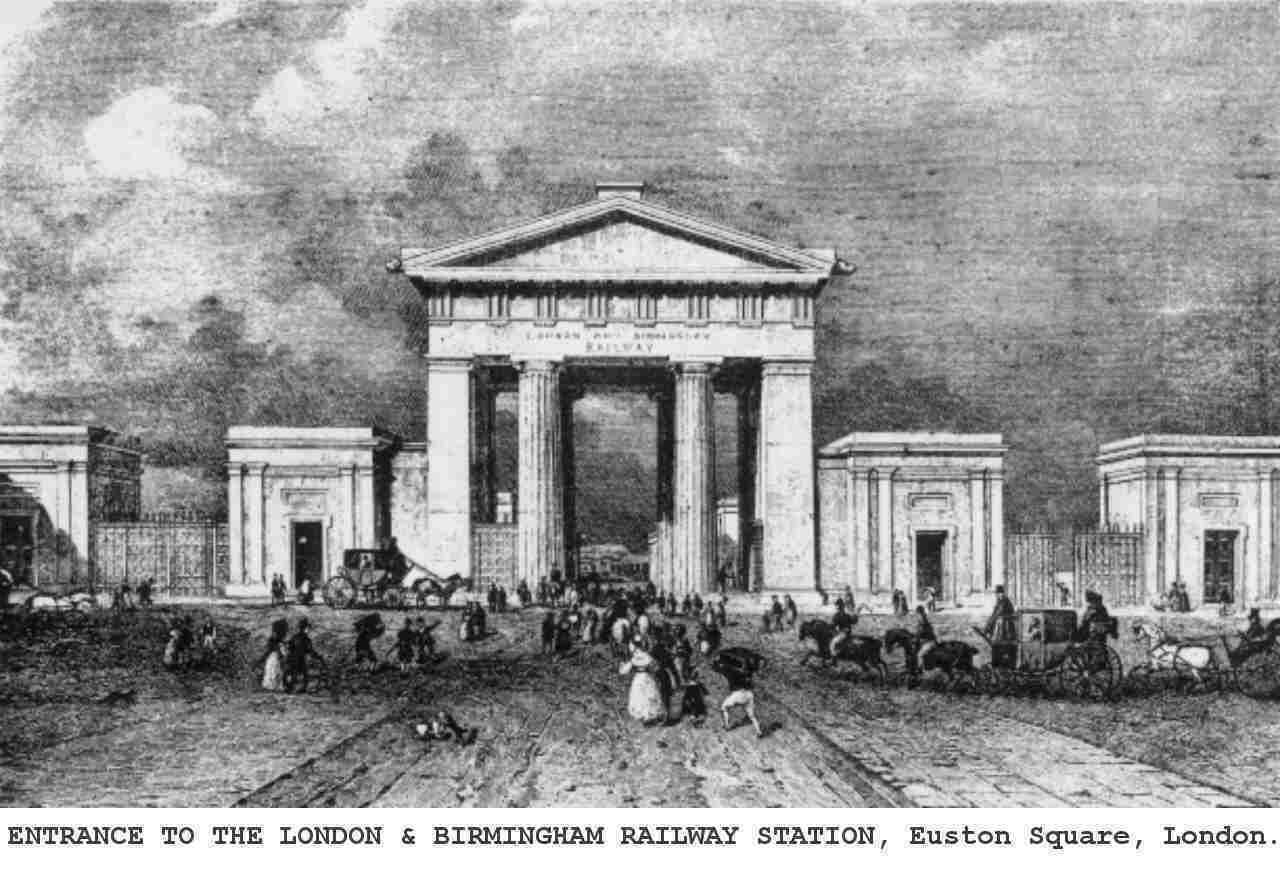
ユーストン駅の入口。トレイン・シェッドは右奥にある。

1830年からしばらくの間、駅の構造については試行錯誤が繰り返されていた。1837年に開業したロンドン・バーミンガム鉄道のロンドン・ユーストン駅では、プラットホームと線路をトレイン・シェッドで覆い、その側面に駅舎を配置し、さらに前方の駅前広場に面する側に門（通称ユーストン・アーチ）を設けてシェッドが直接市街から見えないようにした。1850年頃からは、このように駅のファサードでトレイン・シェッドを隠す構造が大都市におけるターミナル駅の基本形として定着することになる。
ユーストン駅は、トレイン・シェッドの主要な建材として鋳鉄を利用した最初の例でもある。
初期のトレイン・シェッドの中には、不十分な構造設計のまま作られたものもあり、ロンドンのブリックレイヤーズ・アームズ駅のトレイン・シェッドは1844年と1850年に崩落事故を起こしている。

### トレイン・シェッドの発展

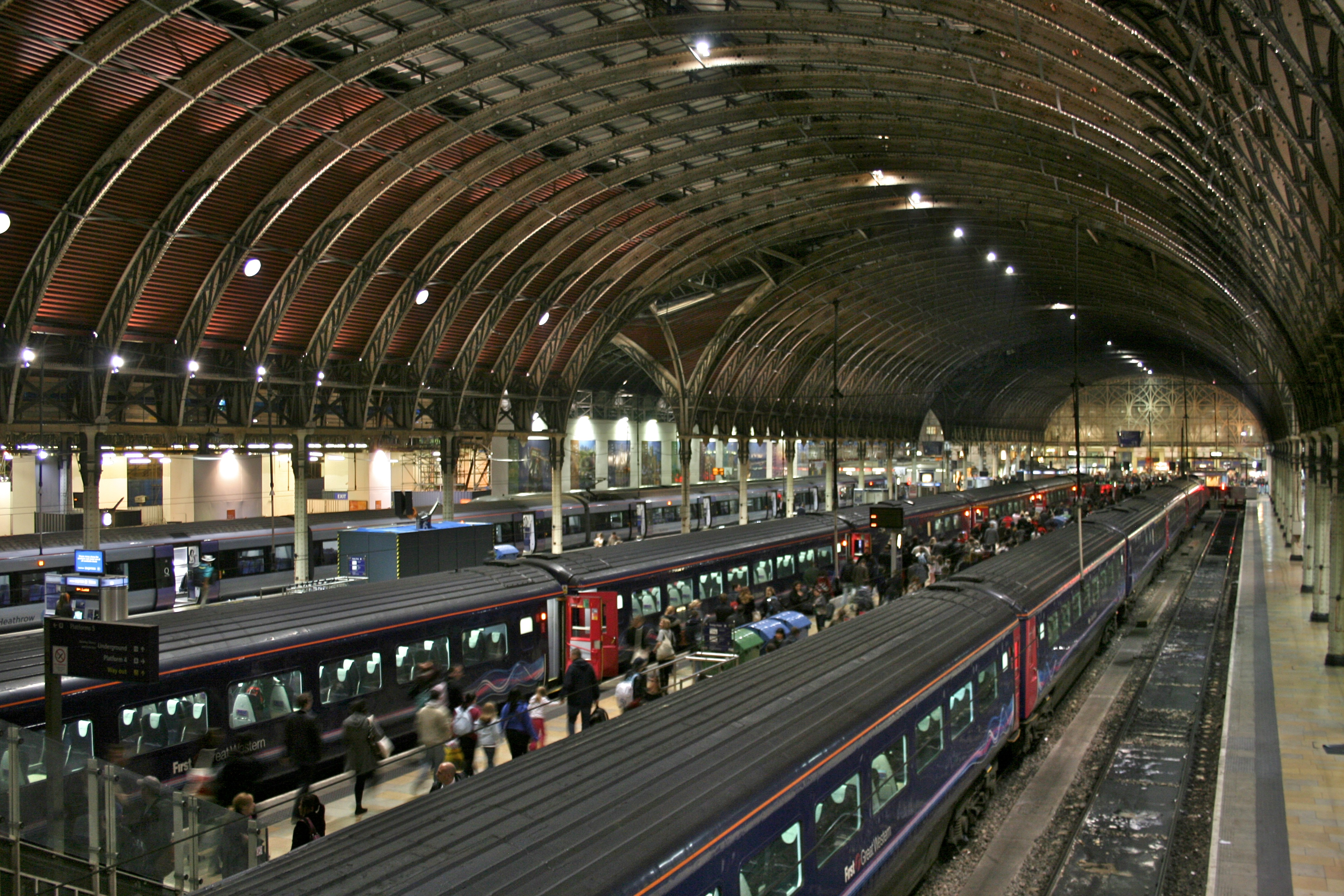
パディントン駅（2009年撮影）

1851年、ロンドン万国博覧会の会場として建てられた水晶宮は、鉄骨とガラスを多用し、建築界に大きな衝撃を与えた。1850年代のトレイン・シェッドにもその影響は現れており、自身も万国博委員であったイザムバード・キングダム・ブルネルはロンドン・パディントン駅（2代目、1854年）のトレイン・シェッドを設計した。
1860年代になると、大都市の主要駅は多数のプラットホームを持つ大きなものになり、トレイン・シェッドもそれにつれて大型化した。トレイン・シェッドの幅や高さ、径間などの競争は、鉄道会社や技術者にとっての名誉をかけたものでもあった。この頃になると、橋梁の技術者がトレイン・シェッドの設計に大きな比重を占めるようになる。代表的な例としてはロンドン・セント・パンクラス駅（1869年）におけるウィリアム・ヘンリー・バーロー、ブダペスト西駅（1877年）におけるギュスターヴ・エッフェルなどがある。
北アメリカでは、駅の規模は同時代のヨーロッパと比べ小さなものだったが、1871年に開業したニューヨークのグランド・セントラル駅以降、ヨーロッパの主要駅に匹敵するようなトレイン・シェッドを持つ駅が現れている。
1870 - 80年代には、それまで駅舎ファサードによって隠されていたトレイン・シェッドが、直接市街地と向き合うようなデザインが現れてくる。この傾向はドイツにおいて顕著であり、1882年に開業したベルリン市街鉄道の主要駅では、駅舎の機能が高架下に収められたこともあり、アーチ型のトレイン・シェッドそのものがほぼ駅の外観となった。もっともこうした動きには抵抗もあり、ブダペストでは1877年に開業した西駅はトレイン・シェッドの前面が市街に向かって露出していたのに対し、奇異感を覚える市民が多く、1884年開業の東駅ではトレイン・シェッドはファサードで隠されている。一方でイギリスでは駅舎とトレイン・シェッドを別のものとする考え方が続いた。
またこの時期には、コンコースの建築にもトレイン・シェッドの影響が現れている。コンコースの屋根は線路やホームを覆っているわけではない。しかし隣接するトレイン・シェッドと連結した空間として、トレイン・シェッド同様の高い屋根を持つ広い空間が造られた。このような変化はまずアメリカで現れ、ヨーロッパにも波及した。

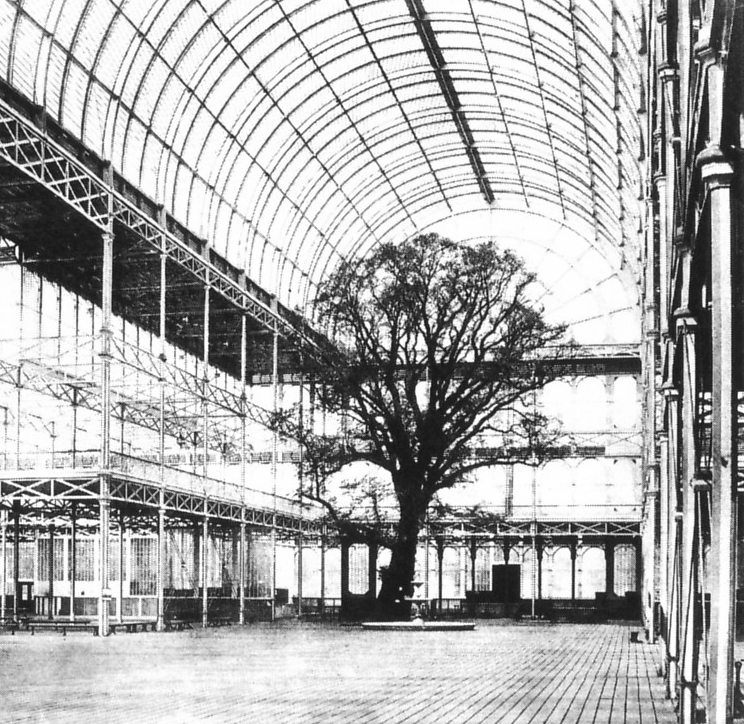
水晶宮（1851年）
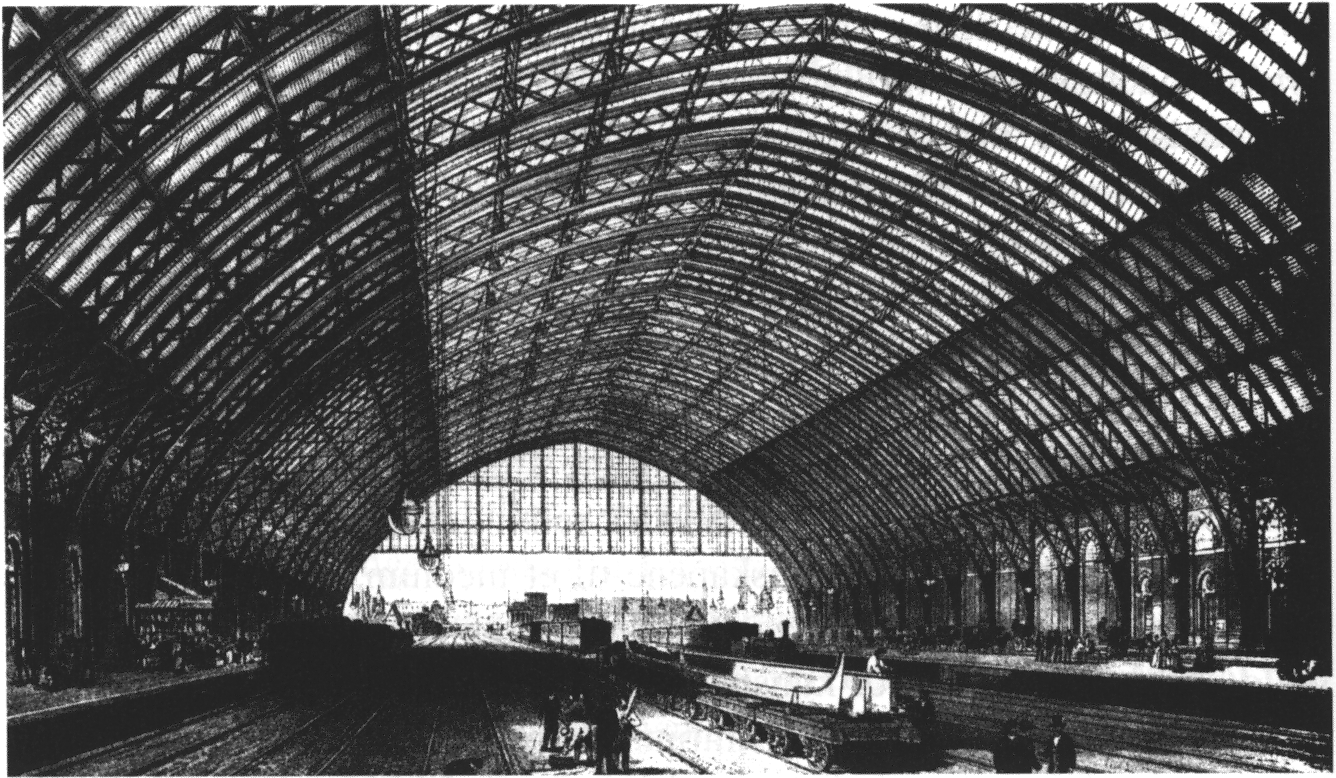
セント・パンクラス駅
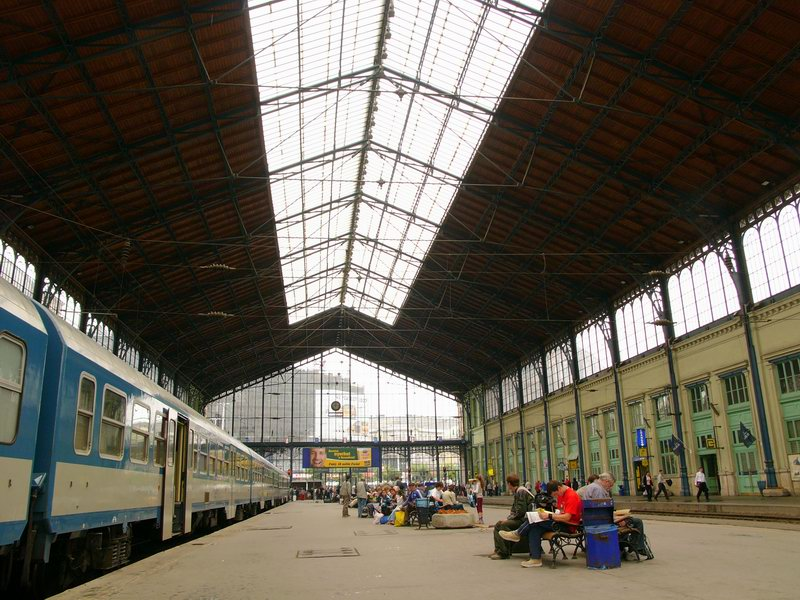
ブダペスト西駅
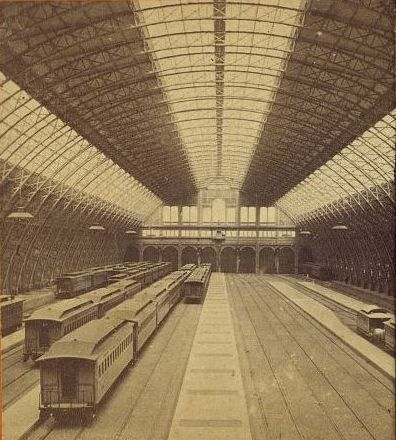
グランド・セントラル駅
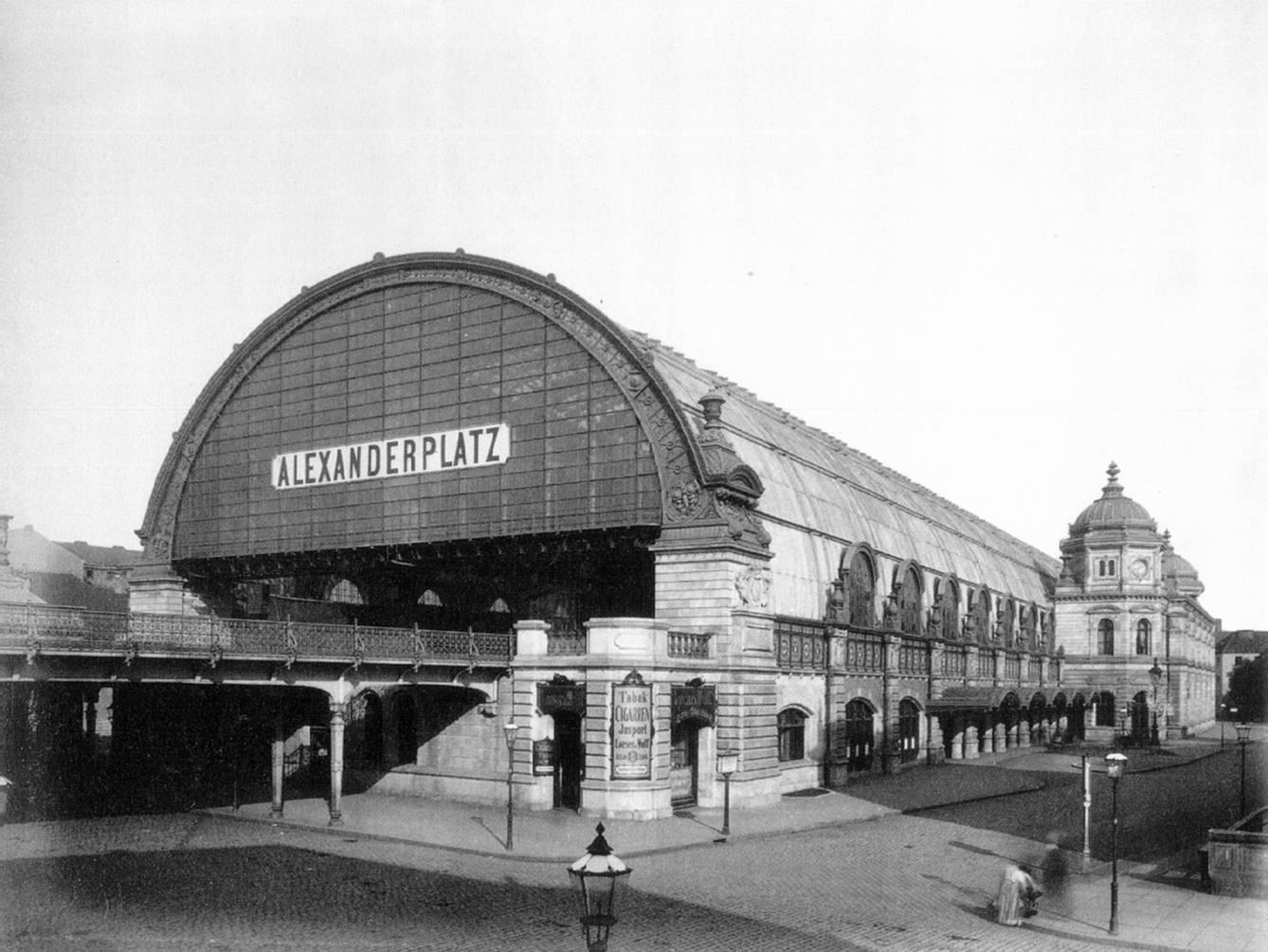
ベルリン市街鉄道・アレクサンダー広場駅
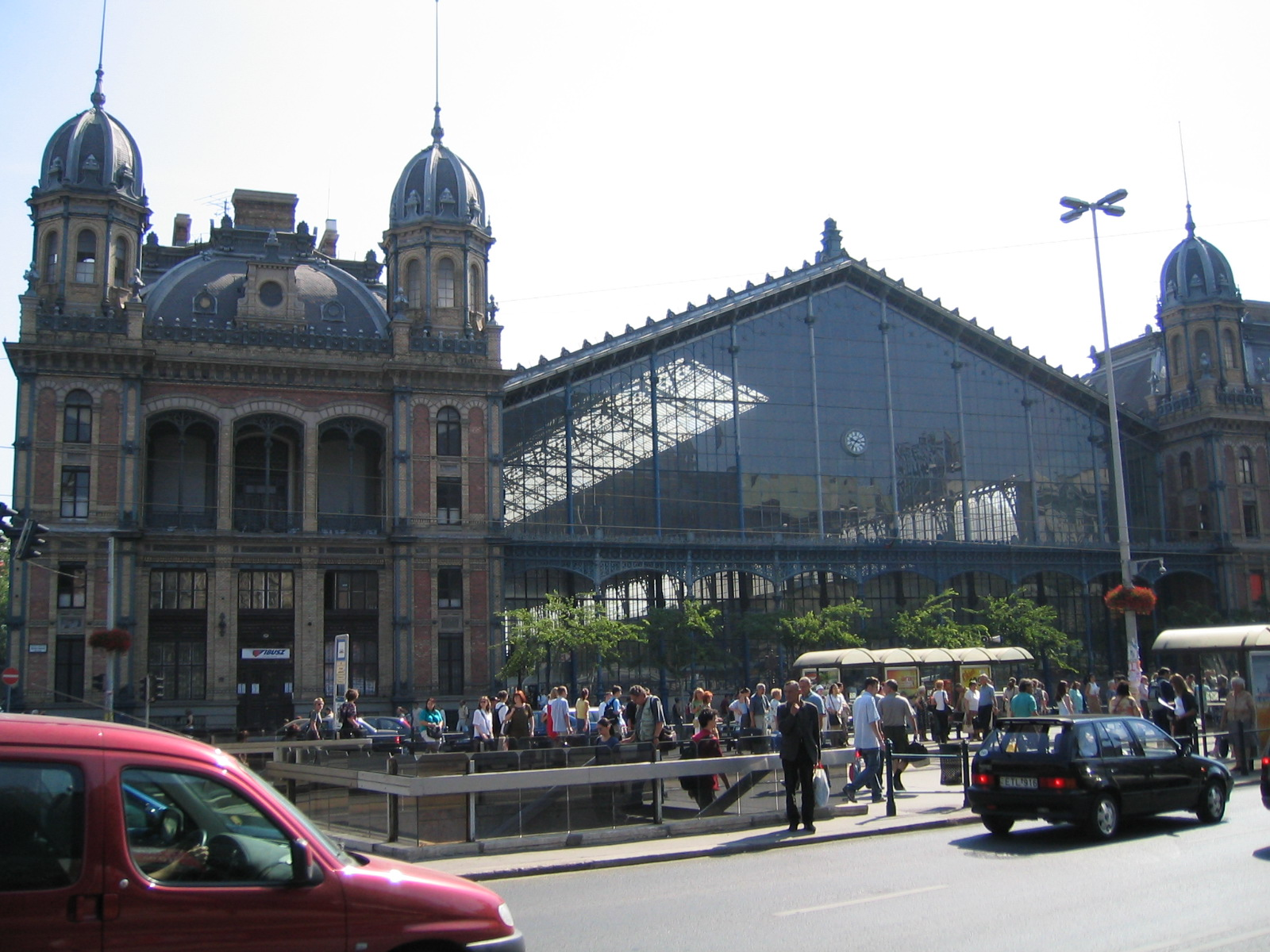
ブダペスト西駅（外観）
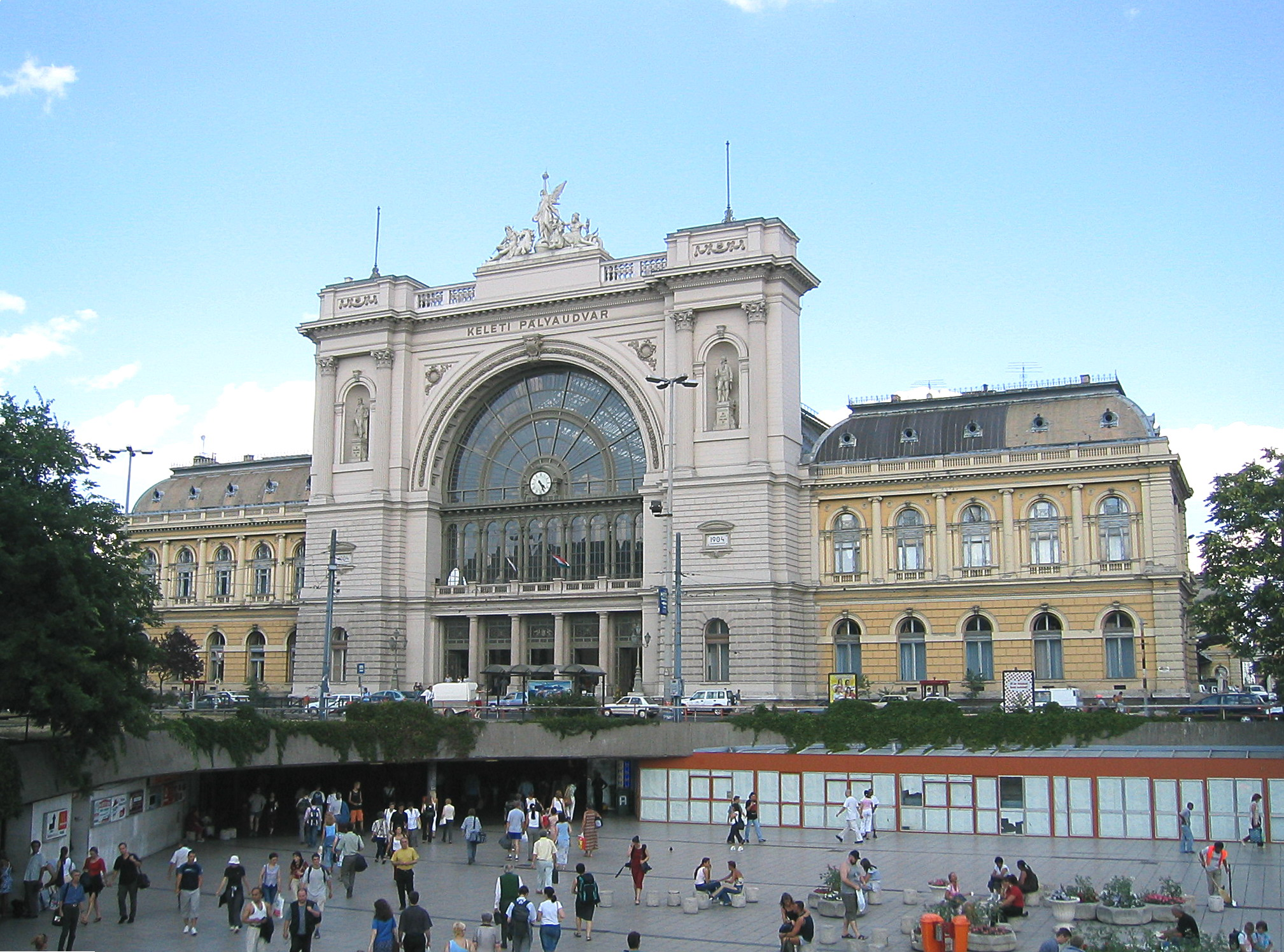
ブダペスト東駅

### 最盛期

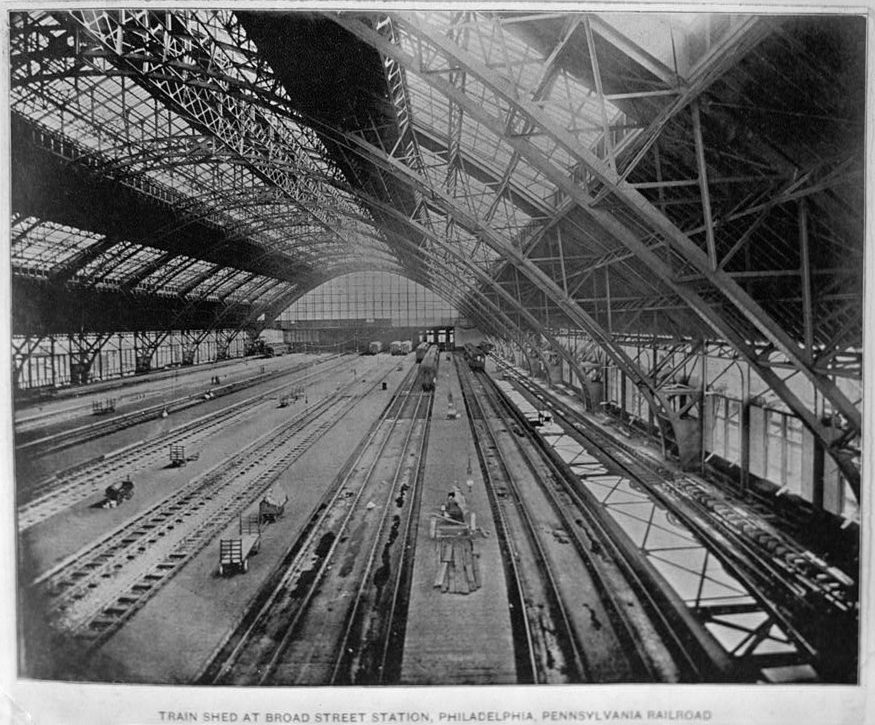
フィラデルフィア・ブロードストリート駅

トレイン・シェッドの流行が最盛期を迎えるのは19世紀の末である。この時代の主要駅は「誇大妄想（メガロマニア）の大聖堂（カテドラル）」と評される程に巨大化していた。それは新興ブルジョワジーの富と欲望の象徴でもあった。
1888年開業のフランクフルト中央駅は、正面の駅舎から広いコンコースを経て、3連のアーチ形のトレイン・シェッドに覆われたプラットホーム群に至るという、大ターミナル駅の一つの完成形を示すものであった。
アメリカ合衆国のペンシルバニア鉄道はとりわけ巨大トレイン・シェッドの建設に熱心だった。1893年に竣工したフィラデルフィアのブロードストリート駅のトレイン・シェッドは、幅300フィート(91.5m)のアーチ屋根で構成されており、トレイン・シェッドの径間としては史上最大であった。ペンシルバニア鉄道はジャージー・シティやピッツバーグにも壮大なトレイン・シェッドを建設した。

### アメリカでの衰退
19世紀末からは、アメリカでは巨大化した駅の建設に関して経済性がより重視されるようになり、トレイン・シェッドにかけられる費用は減少に転じた。1894年に開業したセントルイス・ユニオン駅は、当時「世界最大の駅」と宣伝され、幅185メートルのトレイン・シェッドに覆われていた。しかし外観では一つのアーチのように見えるものの、天井は低く抑えられた上に内部はいくつもの支柱があり、窮屈な印象は否めないものであった。トレイン・シェッドの拡大競争は限界に達しており、ペンシルバニア鉄道以外の会社はもはや追随を諦めていた。1899年のボストン南駅でも、シェッド内に支柱を置く方式がとられた。
1906年には、デラウェア・ラッカワナ・アンド・ウェスタン鉄道のホーボーケン駅において、リンカーン・ブッシュの発明した「ブッシュ式シェッド」と呼ばれる新たな形の屋根が実用化された。これはプラットホーム上の柱で支えられる鉄筋コンクリート製の屋根で、高さはレール面から約5メートルしかない低いものだった。蒸気機関車の排煙のため、線路の上の部分には溝が開けられていた。1918年以降はブッシュ式シェッドの新設もなくなり、以後は「蝶（バタフライ）型シェッド」とも呼ばれるプラットホームだけを覆う形の上屋が造られるのみとなった。
一方で、コンコースの建築は重視され続けた。セントルイス・ユニオン駅ではトレイン・シェッド形の高い天井を持つ大ホールを備えていたが、これはトレイン・シェッドが低く抑えられたのとは対照的であった。ワシントンD.C.のユニオン駅では、トレイン・シェッドが皆無であるにもかかわらず、「トレイン・シェッドのような」コンコースが造られた。
20世紀半ばからは、長距離旅客列車の衰退もあり、既存のトレイン・シェッドも取り壊されたり他の目的に転用されたりしている。その傍らで、トレイン・シェッド建築の伝統は駅コンコースを経て空港ターミナルビルへと受け継がれている。ミノル・ヤマサキらの設計したセントルイス・ランバート国際空港などが代表例である。またトレイン・シェッドの径間をめぐって繰り広げられていた企業や技術者の競争は、20世紀前半には超高層ビルの高さを舞台に展開されることになる。

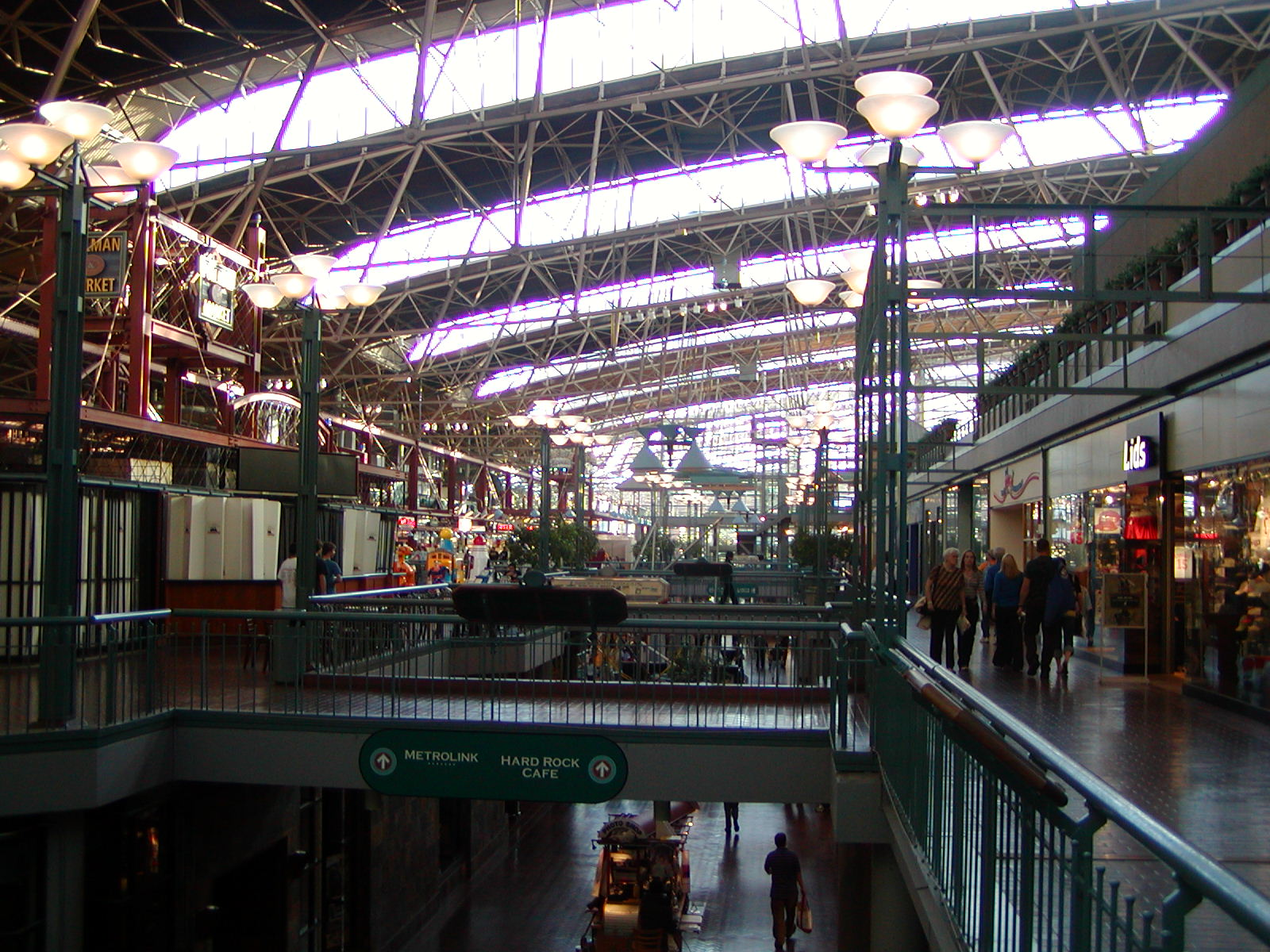
ショッピングセンターに転用されたセントルイス・ユニオン駅 トレイン・シェッド
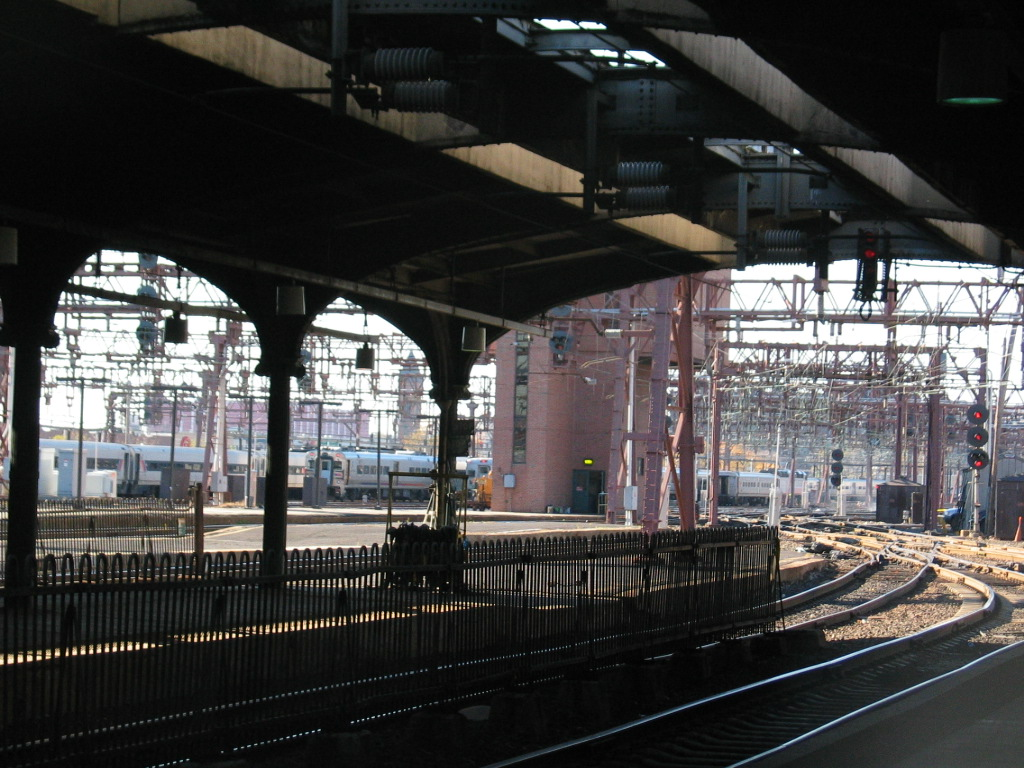
ホーボーケン駅 トレイン・シェッド
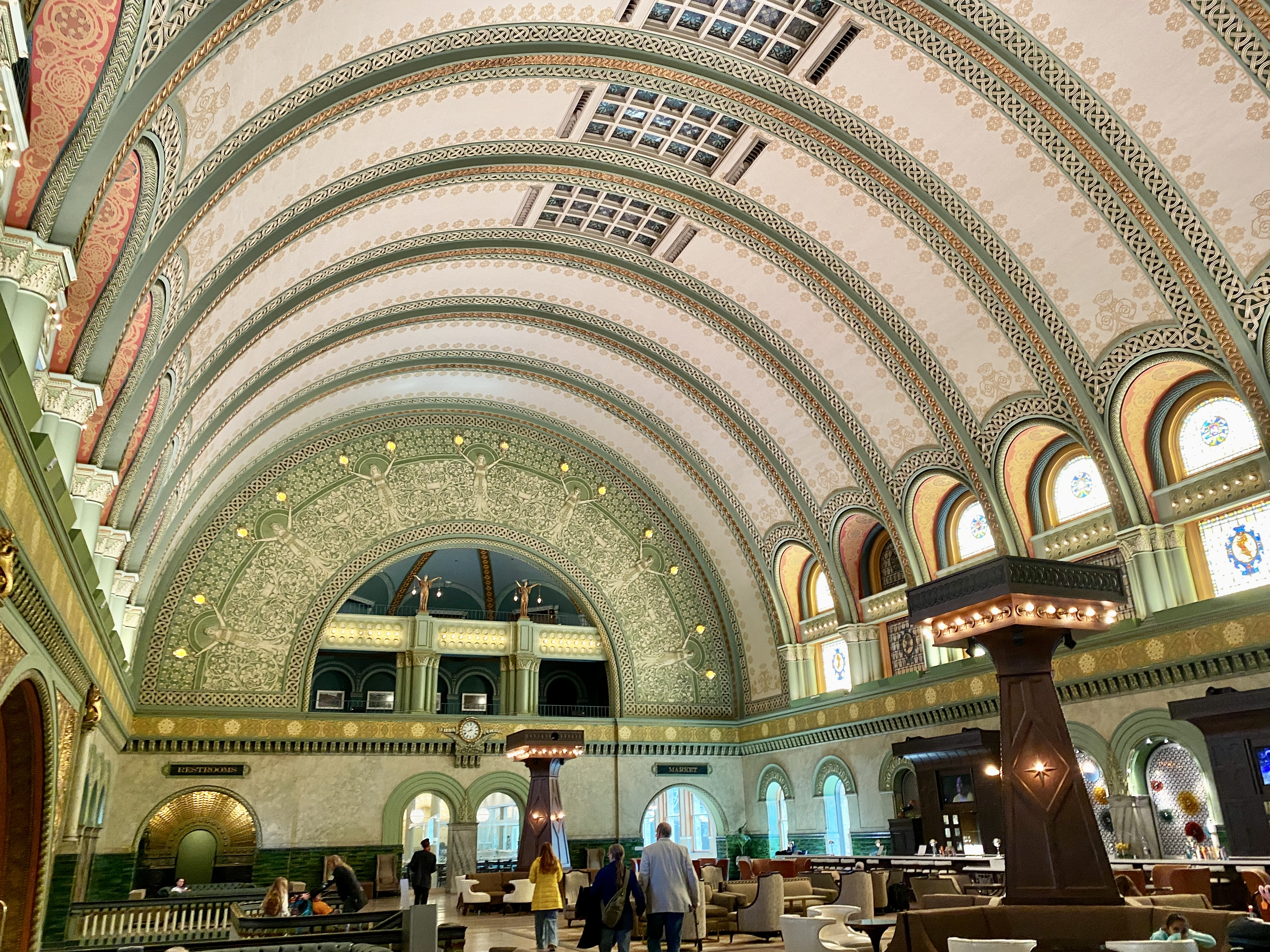
セントルイス・ユニオン駅 グランドホール
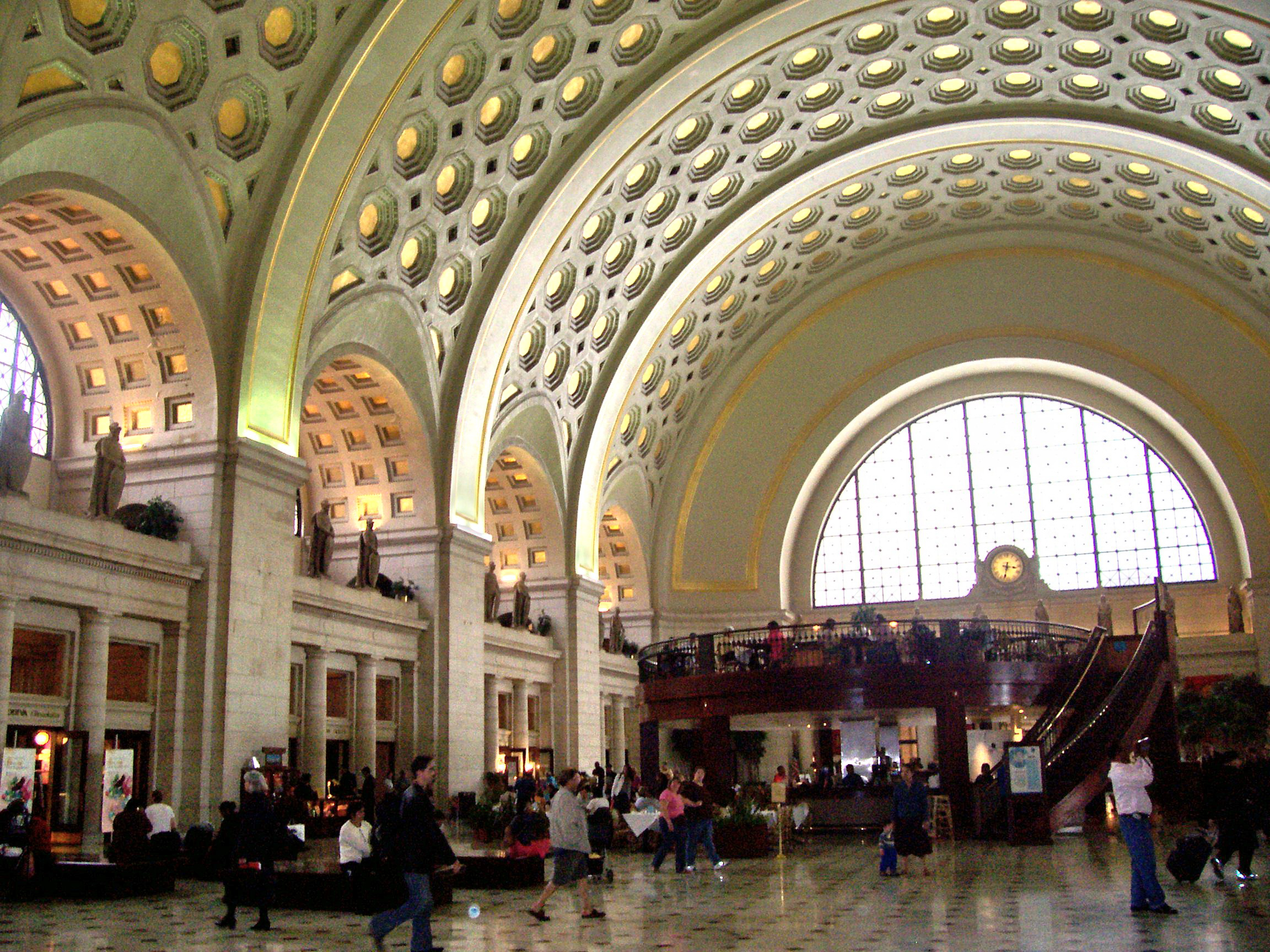
ワシントン・ユニオン駅 コンコース
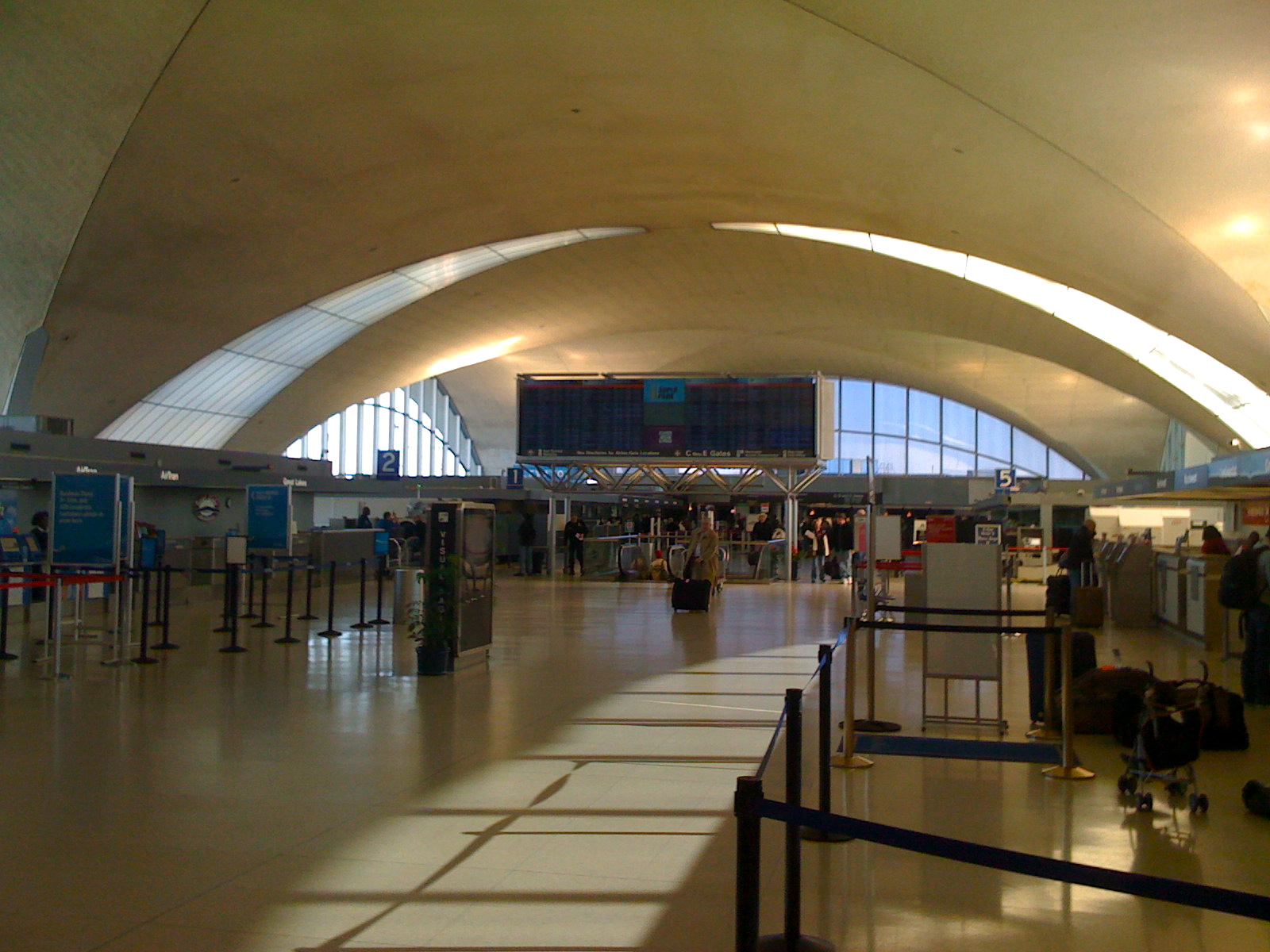
セントルイス・ランバート国際空港 ターミナルビル

### 20世紀のヨーロッパ

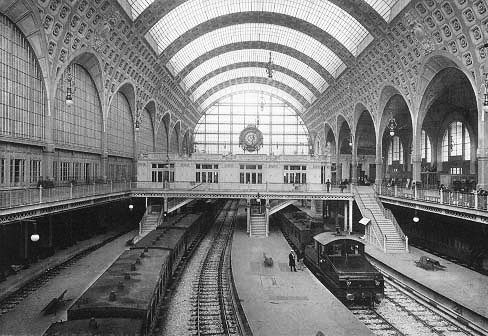
オルセー駅

北アメリカでの流行が終わった後も、ヨーロッパではトレイン・シェッドの新設がしばらく続いた。
1900年のパリ万国博覧会に合わせて開業したオルセー駅は、長距離列車のターミナル駅としては初めて、蒸気機関車の乗り入れない電気機関車専用の駅である。ここでは、トレイン・シェッドと駅舎が完全に一体化し、一つの屋根の下にプラットホーム群と出札所、待合室などやホテルが同時に収められた。
フランスでは1900年の万博の後は主要駅の新設や改修はしばらく途絶えた。第一次世界大戦までの間、トレイン・シェッドの建設が最も盛んだったのはドイツである。1906年開業のハンブルク中央駅では、掘割状のプラットホーム群をトレイン・シェッドが覆い、シェッド内にあるコンコースから各ホームに階段で下る構造がとられた。そして1915年に完成したライプツィヒ中央駅は、6連アーチとその両側の小アーチからなるトレイン・シェッドを持ち、全幅は298.6mに達した。
第一次世界大戦後は、フランスの地方都市で鉄筋コンクリート製のトレイン・シェッドがいくつか建設されている。このうち港町であるシェルブールとル・アーヴルのものは、旅行者に対する印象を念頭に設計された。またランスでは、トレイン・シェッドが第一次世界大戦で破壊されたまま、復旧されない方針であった。ところがランス市民は、トレイン・シェッドを失ったままでは都市の格が下がったように感じるとして、トレイン・シェッドの再建を求める運動を行なった。このため鉄筋コンクリート製の新しいシェッドが建設され、1934年に完成した。
戦間期に建設された他のトレイン・シェッドとしては、イタリアのミラノ中央駅（1933年）がある。

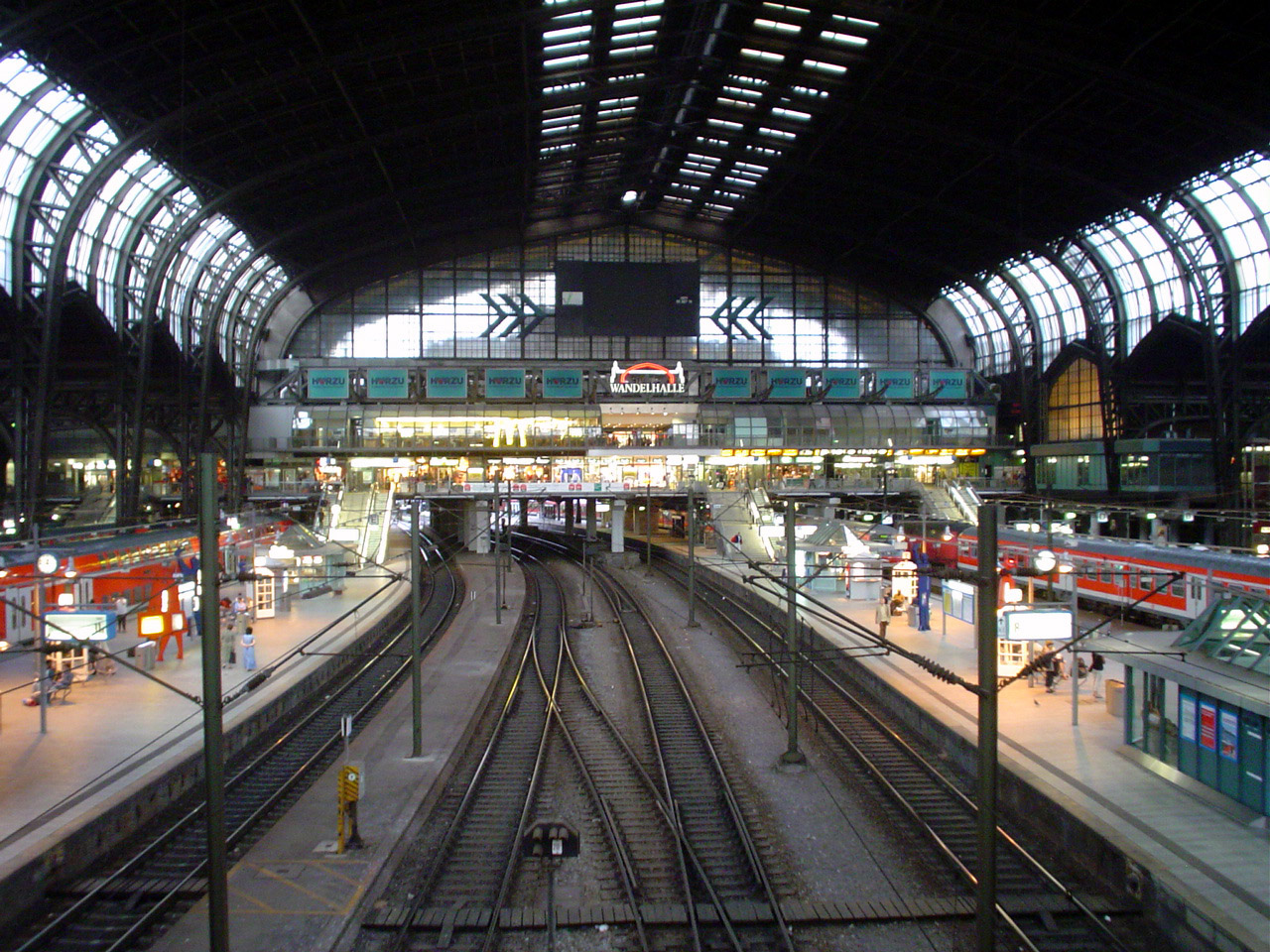
ハンブルク中央駅
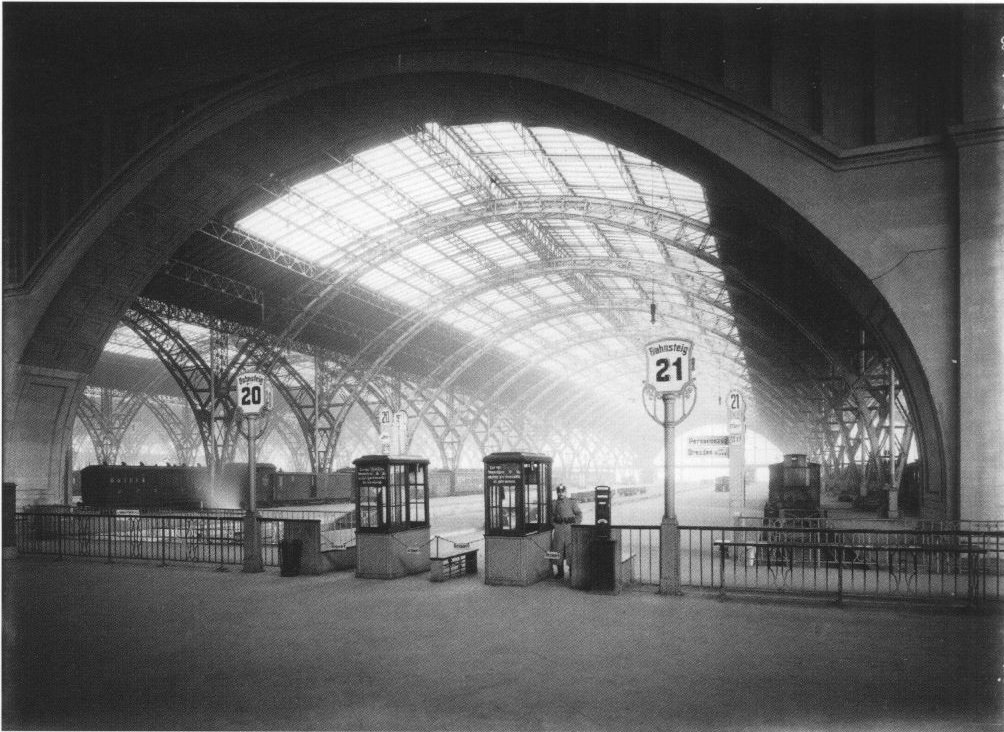
ライプツィヒ中央駅（1916年）
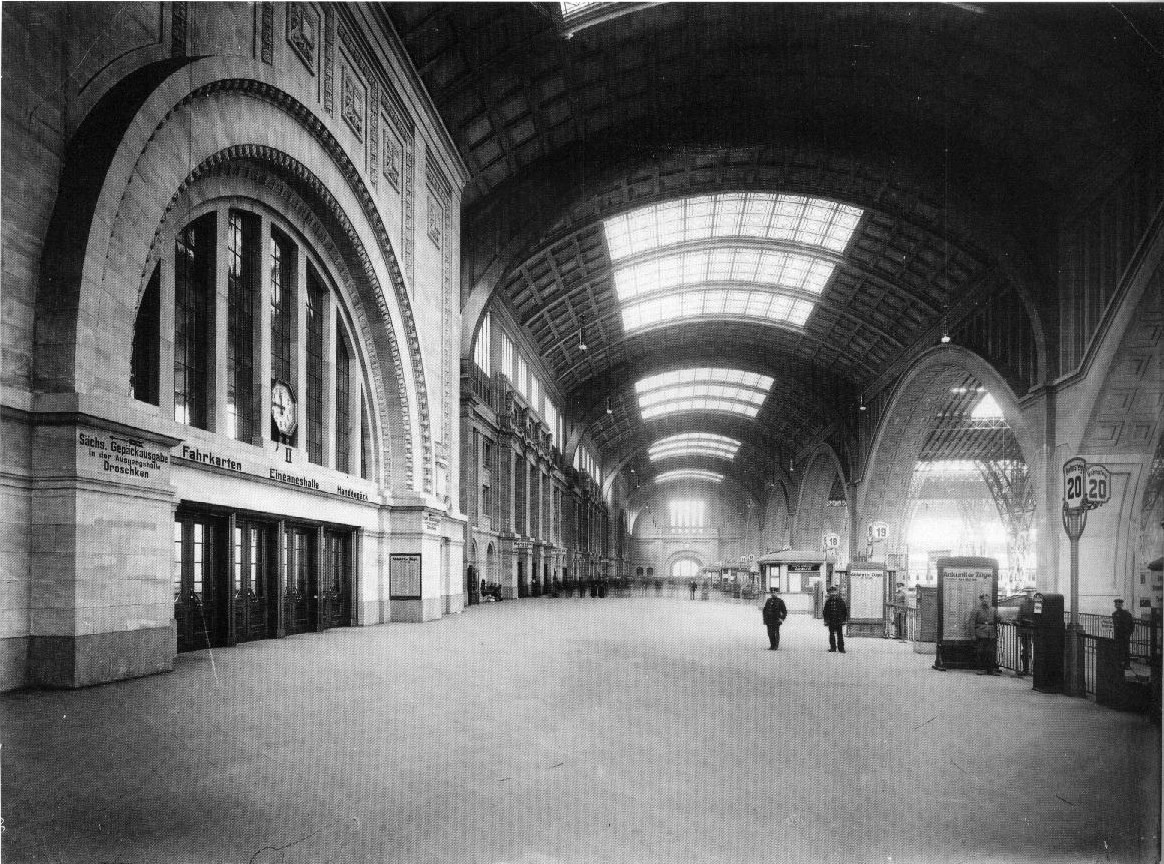
ライプツィヒ中央駅コンコース（右側がトレイン・シェッド）
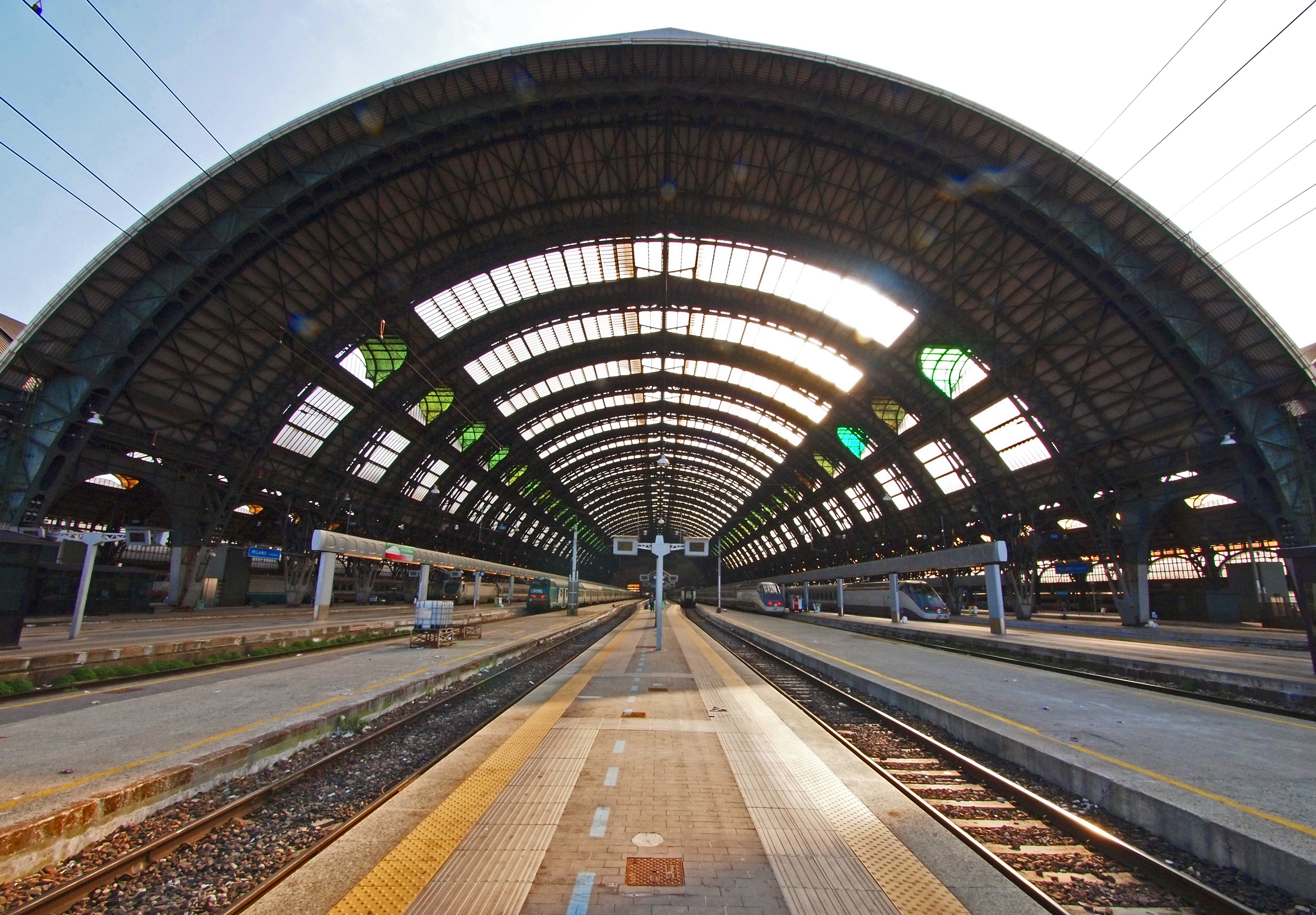
ミラノ中央駅
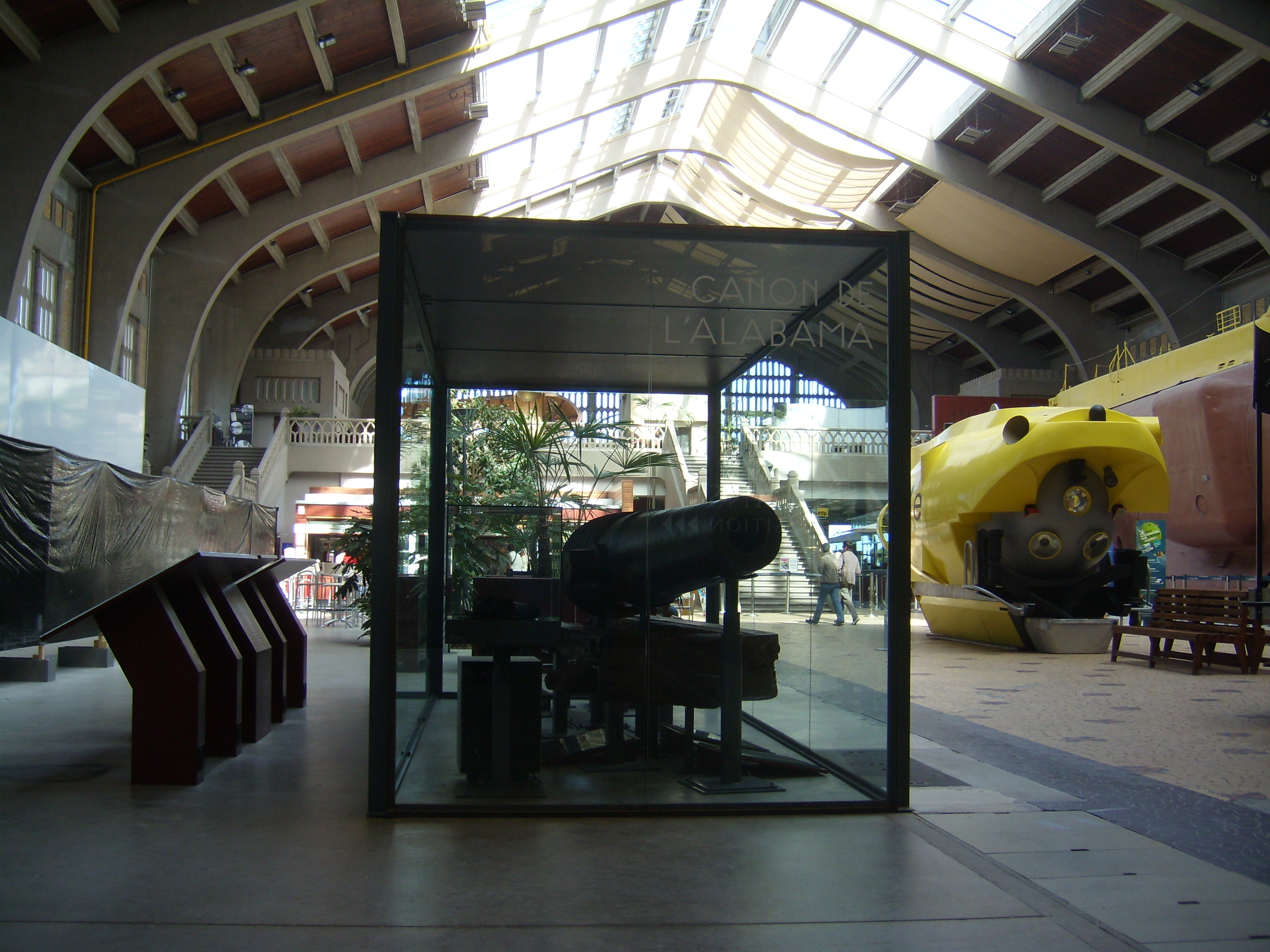
博物館に転用されたシェルブール臨港（マリティーム）駅（英語版）（2010年撮影）

### 現代のトレイン・シェッド
20世紀の末から、ヨーロッパやアジアにおいては高速鉄道時代の到来に伴い、高速新線上の駅や空港連絡駅の新設、また都市部の主要駅の改装などが行われている。これらの駅では、最新の技術を利用したトレイン・シェッドやそれに類する大屋根の例が見られる。

## 構造
トレイン・シェッドはその形状から、三角形の断面を持つ切妻形と、曲線状のアーチ（ヴォールト）形に大別される。それぞれ規模や建設時期によって様々な建設技術が用いられている。また国によって好まれるシェッドの形状も異なった。イギリスではゴシック様式の駅舎に合う切妻屋根が用いられたのに対し、フランスではエコール・デ・ボザール出身の建築家により、鉄という素材に調和するデザインが追求された。ドイツではアーチ構造をより積極的に露出させている。

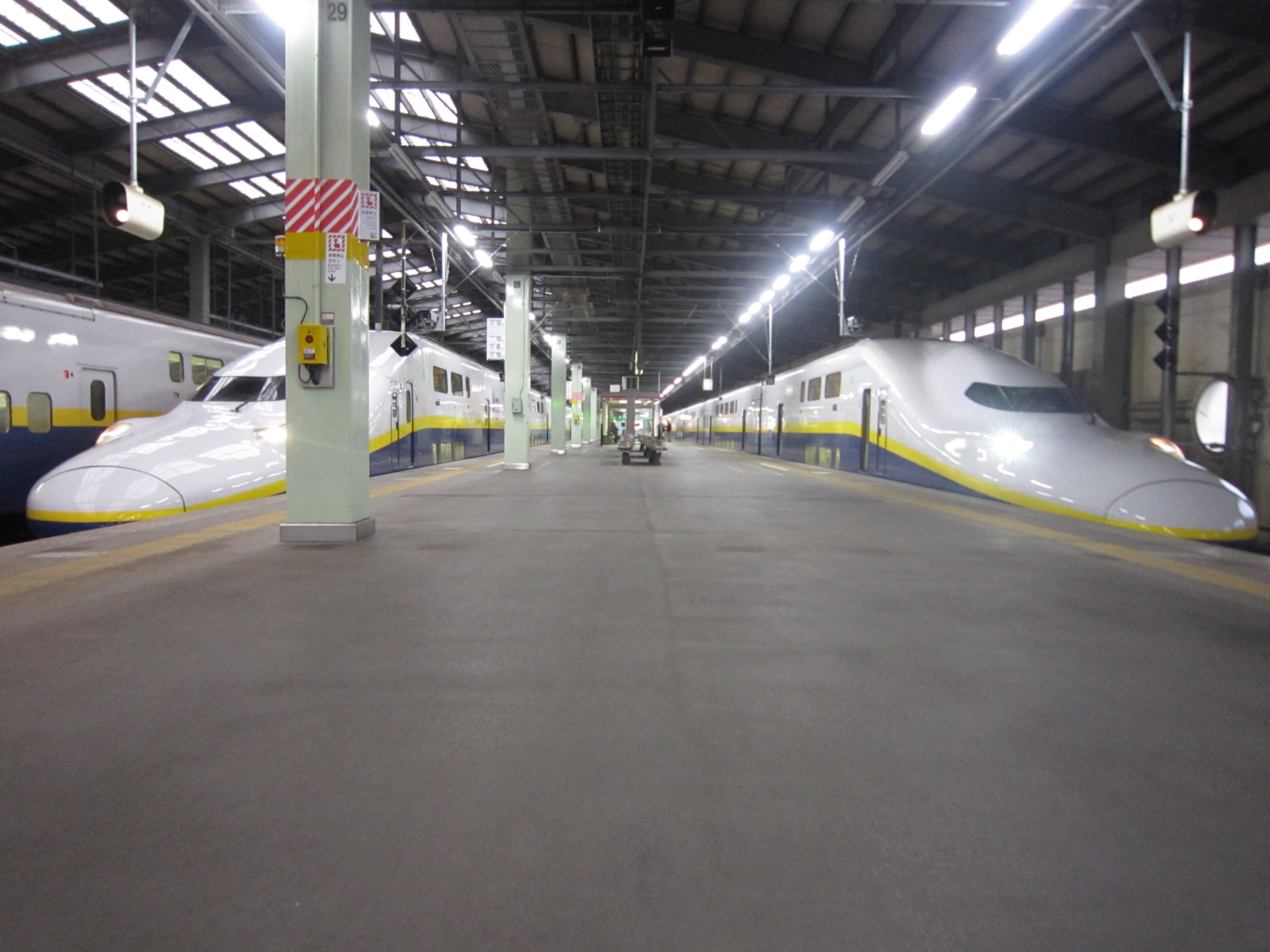
新潟駅新幹線ホーム

### 切妻形

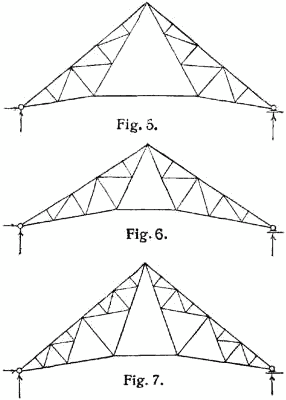
ポロンソー・トラスの模式図

屋根の内側にトラス構造を用いることで、壁への荷重を減らしつつ広い径間を確保している。
ポストトラス
世界初のトレイン・シェッドであるリヴァプール・クラウン・ストリート駅（ロバート・ステファンソン設計）をはじめ、初期の小規模なシェッドは木製のクイーンポスト・トラス構造である。1837年のパディントン駅（ブルネル設計）からは、垂直材が直接タイ・ロッド（屋根の頂点）に接続されるキングポスト・トラスが用いられている。1839年のユーストン駅（ステファンソン）からは、建材として鋳鉄が用いられるようになる。
ポロンソー・トラス
1837年にフランスのカミーユ・ポロンソーによって発明された構造であり、支持する壁にかかる横圧力を減衰させるため、ポストトラスより大きな径間のシェッドを構成できる。1840年以降フランスを中心に普及した。またアーチ形のトレイン・シェッドでも、ポロンソー方式のトラスを用いた例がある。
ハウトラス
垂直材の間に対角線状に部材を追加した方式。1840年にアメリカのウィリアム・ハウによって発明され、アメリカでは広く用いられた。
ディヨン式トラス
ポロンソー・トラスの改良型で、水平方向の部材が不要となり、より広い空間を構成できる。1878年のパリ万国博覧会機械館で初めて用いられたが、それ以前の1875年のロンドン・リバプール・ストリート駅のトレイン・シェッドもこれに近い構造である。ただし、トレイン・シェッドでのディヨン式トラスの採用はトゥール駅（1898年）など少数に留まる。

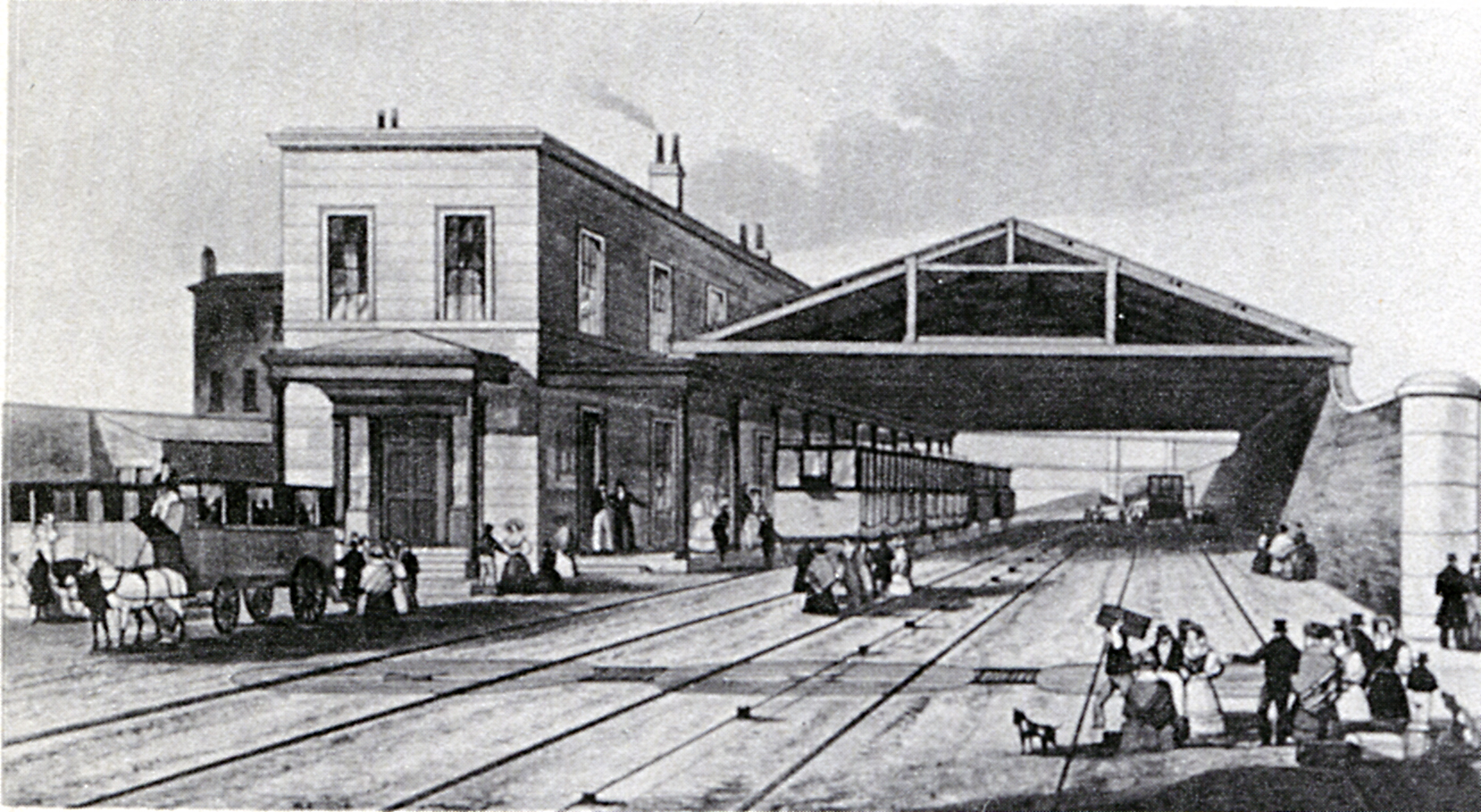
リヴァプール・クラウン・ストリート駅（クイーンポスト・トラス）
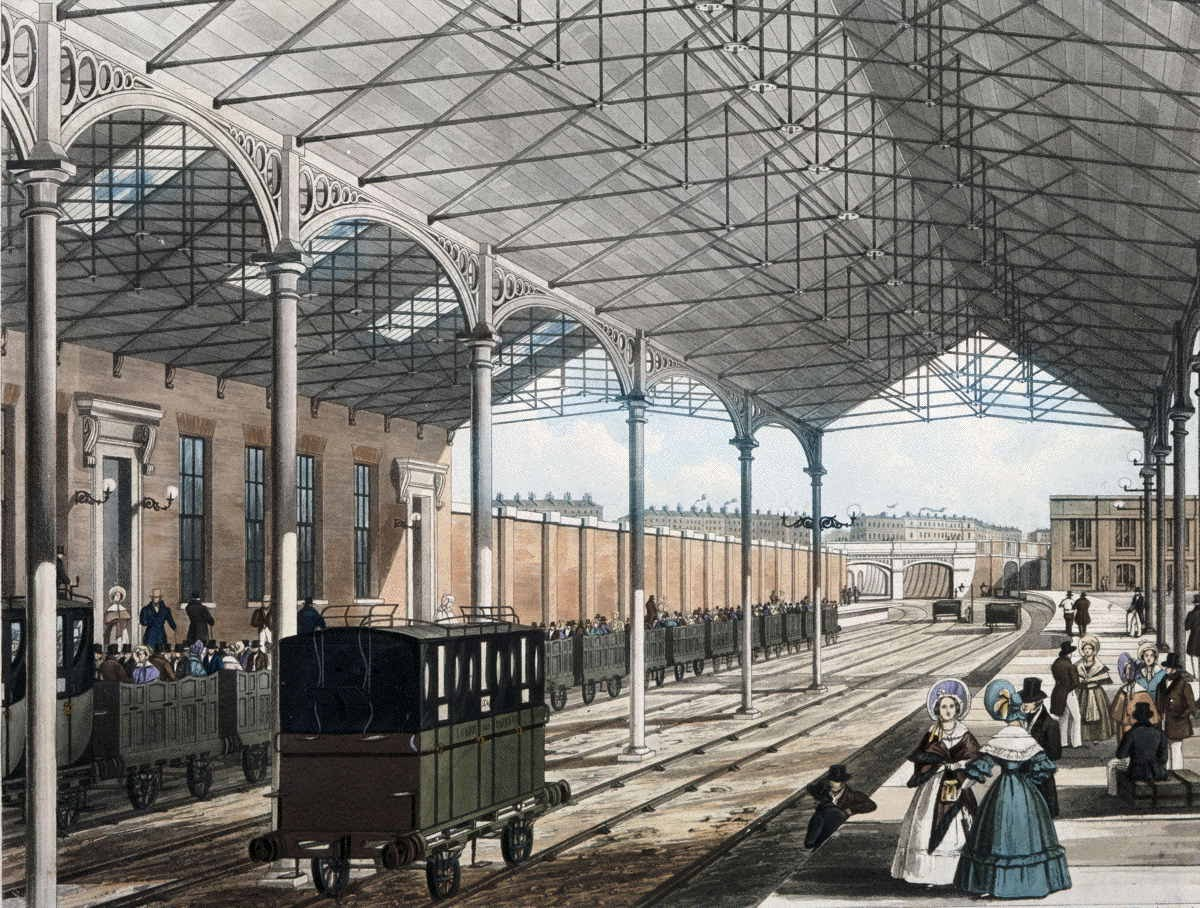
ロンドン・ユーストン駅（キングポスト・トラス）
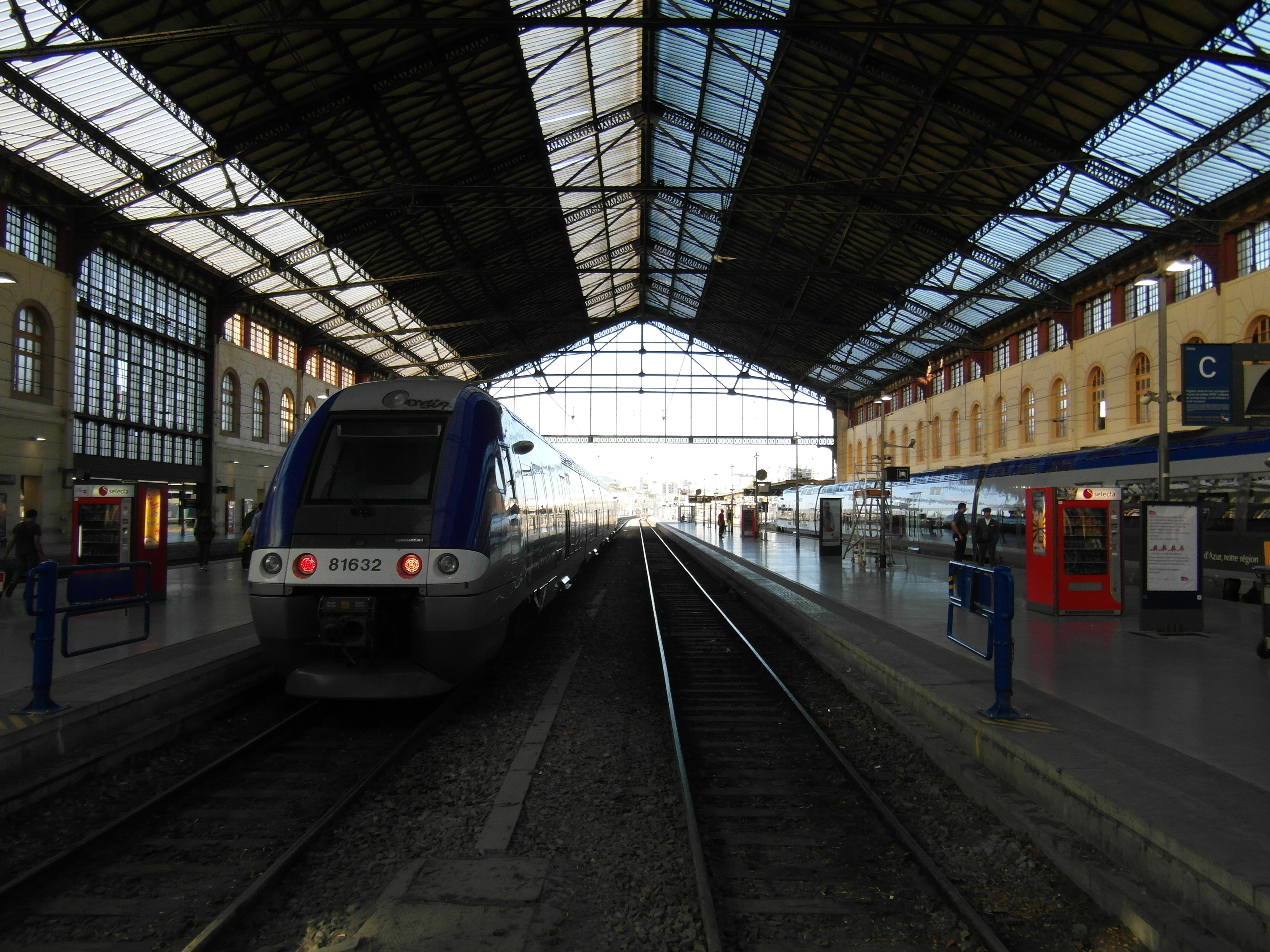
マルセイユ・サン・シャルル駅（ポロンソー・トラス）
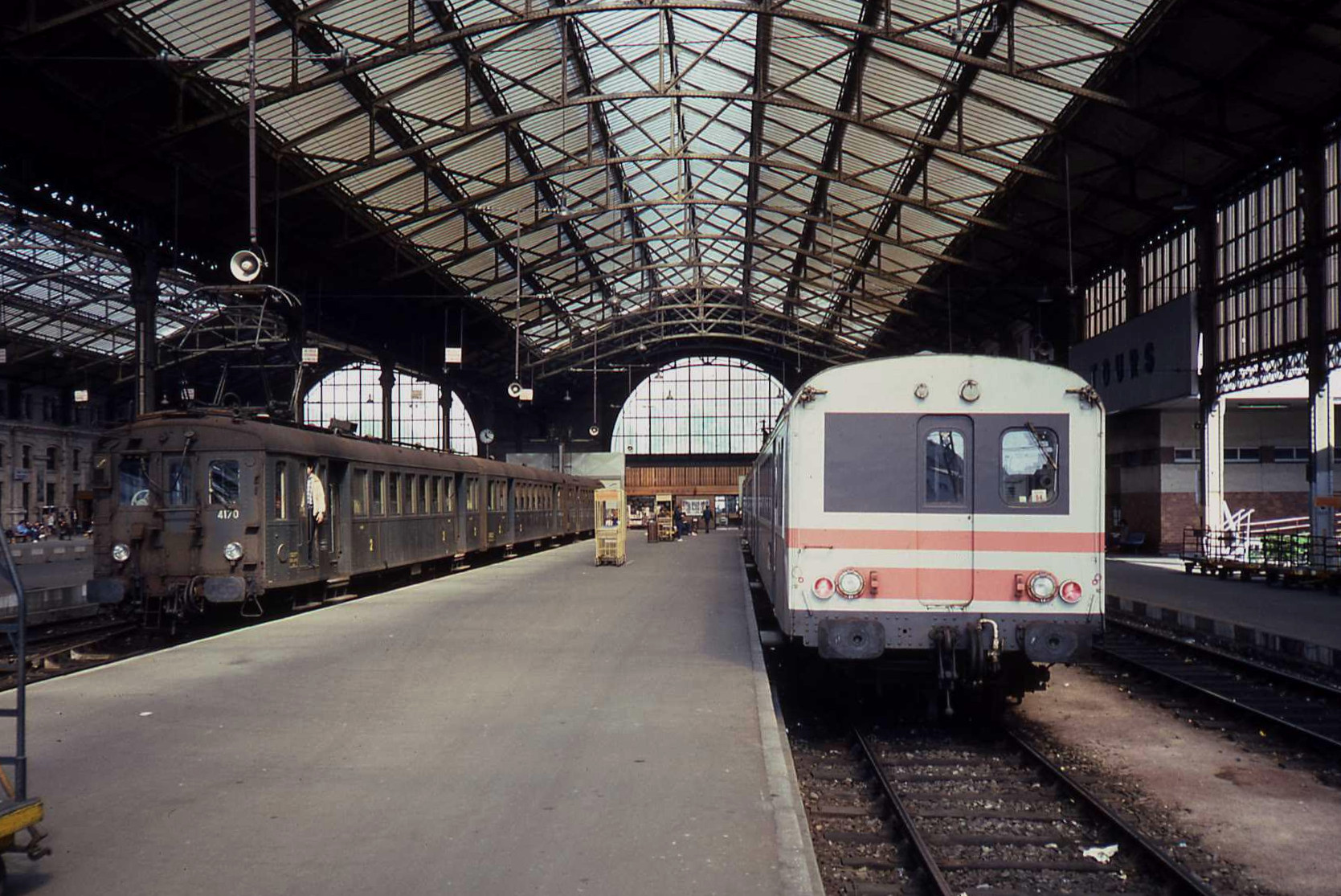
トゥール駅（ディヨン式トラス）

### アーチ形
アーチリブ（ラティスリブ・アーチ）
アーチと格子状のリブ（肋）により屋根を構成する方式。
クレセント・トラス
三日月（クレセント）形の断面を持つトラスによってアーチを作る。トラスの構成部材を減らしつつ、外側への変位に抵抗している。温室技師のリチャード・ターナーによって発明され、1850年のリヴァプール・ライム・ストリート駅から実用化された。クレセントトラスが現れてから、トレイン・シェッドの径間の競争はますます過熱した。
タイロッドアーチトラス
アーチを構成するトラスからロッドが伸ばされ、トレイン・シェッド内部で水平方向の弦に接続されている。これにより水平方向の力に対応している。
リジッドアーチトラス
アーチがプラットホームの下におかれた水平の梁と接続され、水平方向の力を処理している。それまでの屋根があくまで柱や壁の上に架けられたものだったのに対し、この方式では壁部分がなくなり地面（線路面）から直接アーチが伸びるような外観となる。
3ヒンジアーチトラス
ドイツのヨハン・ヴィルヘルム・シュヴェードラーによって発明され、1866年のベルリン東駅で実用化された。ドイツやアメリカにおける巨大トレイン・シェッドの最盛期に用いられている。

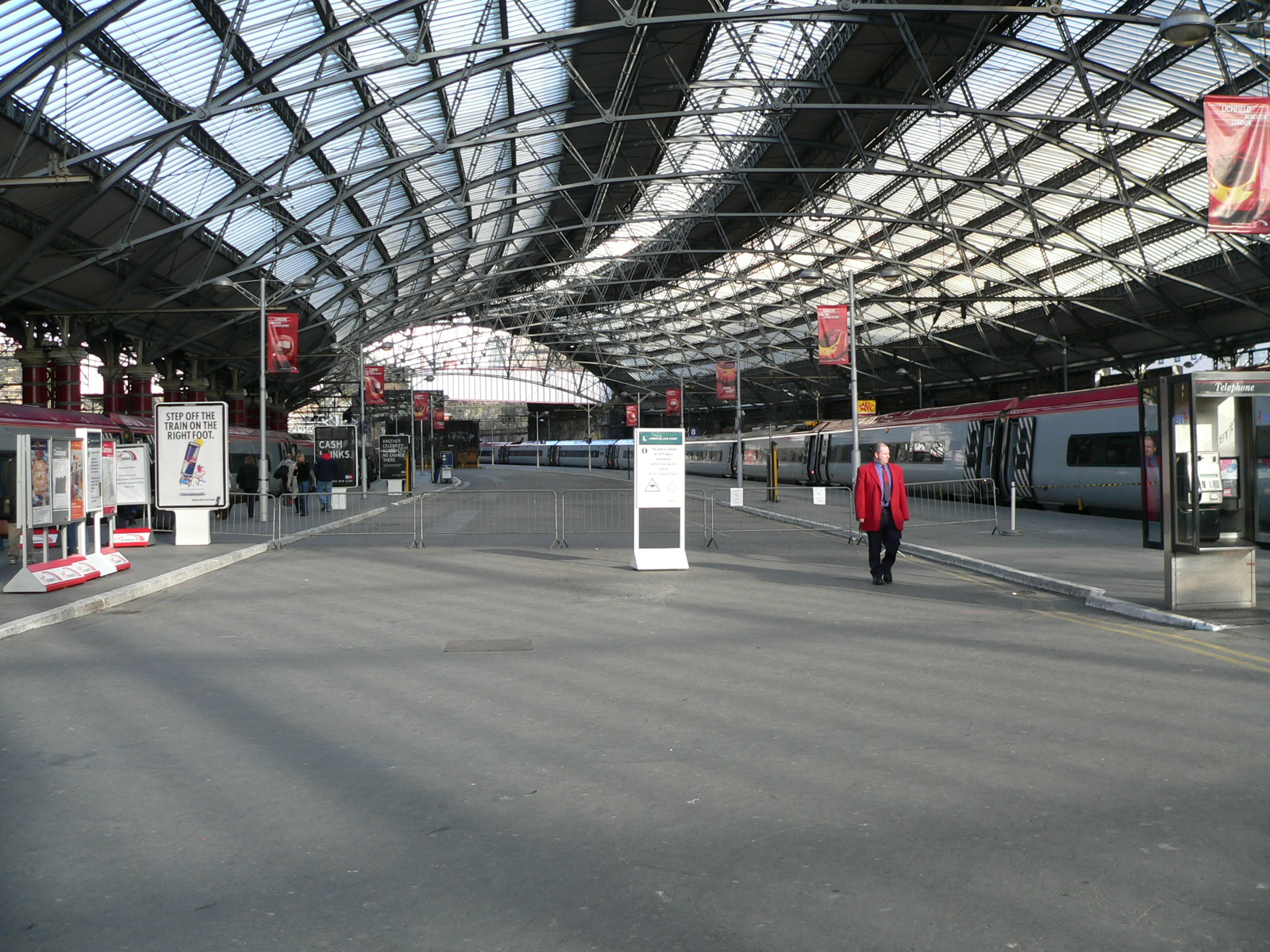
リヴァプール・ライム・ストリート駅（クレセント・トラス）
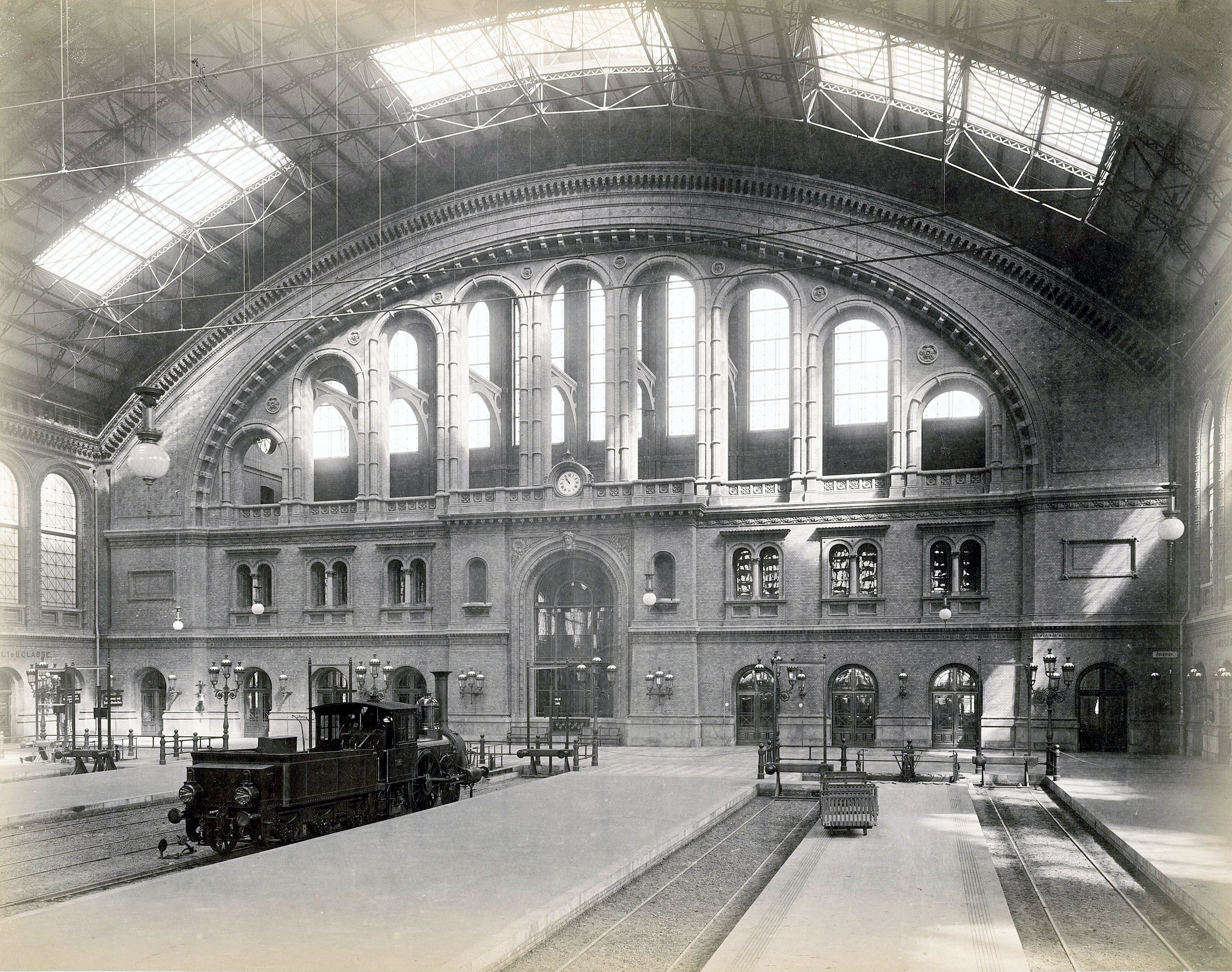
ベルリン・アンハルター駅（タイロッド・アーチトラス）
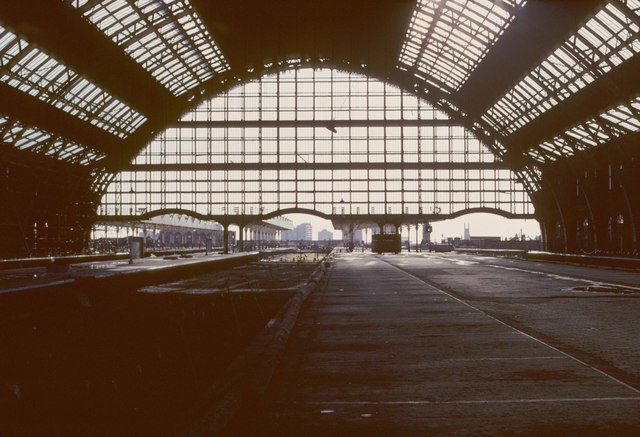
マンチェスター・セントラル駅（英語版）（リジッドアーチトラス）
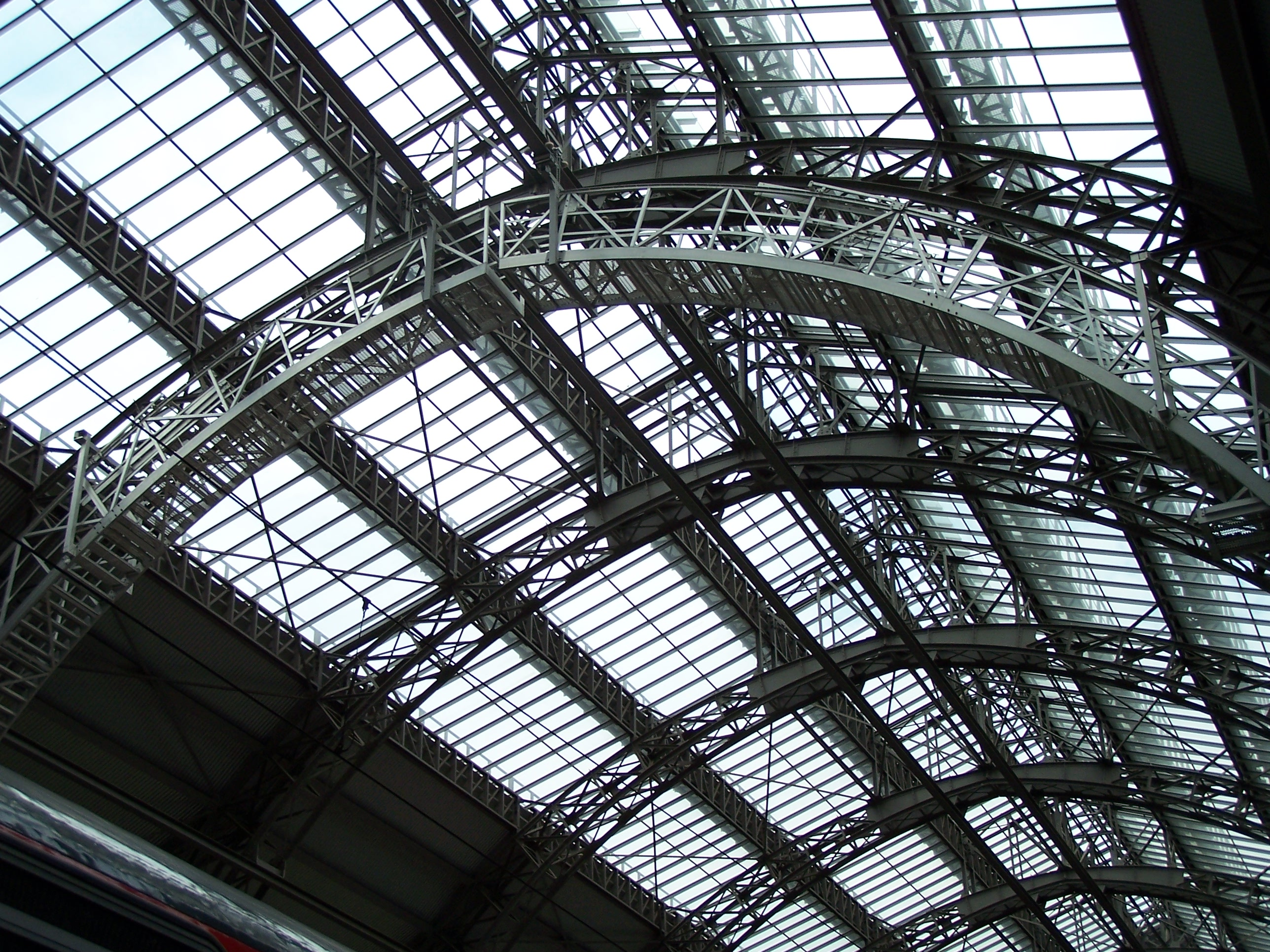
フランクフルト中央駅（3ヒンジアーチトラス）

## 文化的背景

### 都市と鉄道
19世紀のヨーロッパでトレイン・シェッドが生まれた背景には、都市とその外の田園を区別する当時の意識がある。蒸気機関を用いた鉄道はもともと鉱山で用いられていたものであり、田園の側に属するものである。それが都市間の交通機関へと発展しても、そのまま都市の内部に受け入れることには抵抗があった。そこで列車の発着する場所をトレイン・シェッドで覆い、さらにその前面に駅舎を建てて市街地に対する顔としたのである。駅舎は新たな工業製品である鉄道に対する抵抗感を和らげるため、あえて古典的な意匠が採用されている。このため、当時の駅は「半分工場、半分宮殿(mi-usine, mi-palais)」と呼ばれる二面性を持つことになる。
鉄道を利用する旅客はまず駅舎内の待合室に案内され、列車の発車直前になってからトレイン・シェッド内のプラットホームに導かれた。19世紀半ばまで、一般の市民がこうした段階を踏まずに工業的機械である鉄道に接することは難しいと思われていたのである。しかし1860年代になると、駅の入口とトレイン・シェッドを待合室を経ずに結びつけるコンコースが現れ、都市と鉄道の距離が縮まる。やがて駅舎によってトレイン・シェッドを覆い隠す必要もなくなり、シェッドが露出したデザインが現れてくるが、後にはトレイン・シェッドそのものが不要とされるに至った。
一方アメリカでは、工業の市内への侵入に抵抗する意識はヨーロッパほどではなく、都市間の鉄道の車両が市内の併用軌道に乗り入れることは珍しいことではなかった。アメリカでトレイン・シェッドの発達が遅れ、またヨーロッパより先に廃れたのにはこのような理由もある。

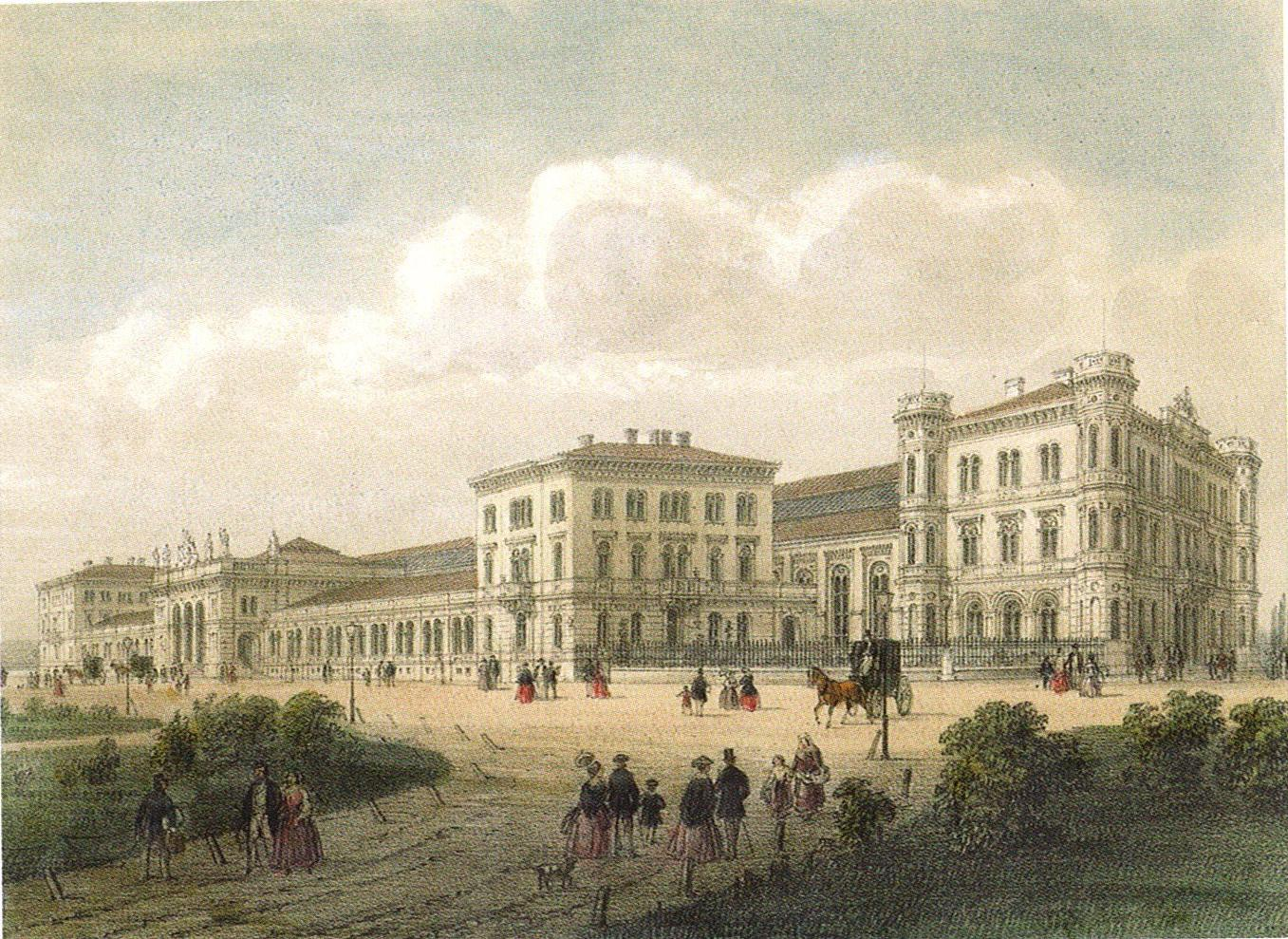
1860年代のウィーン西駅駅舎
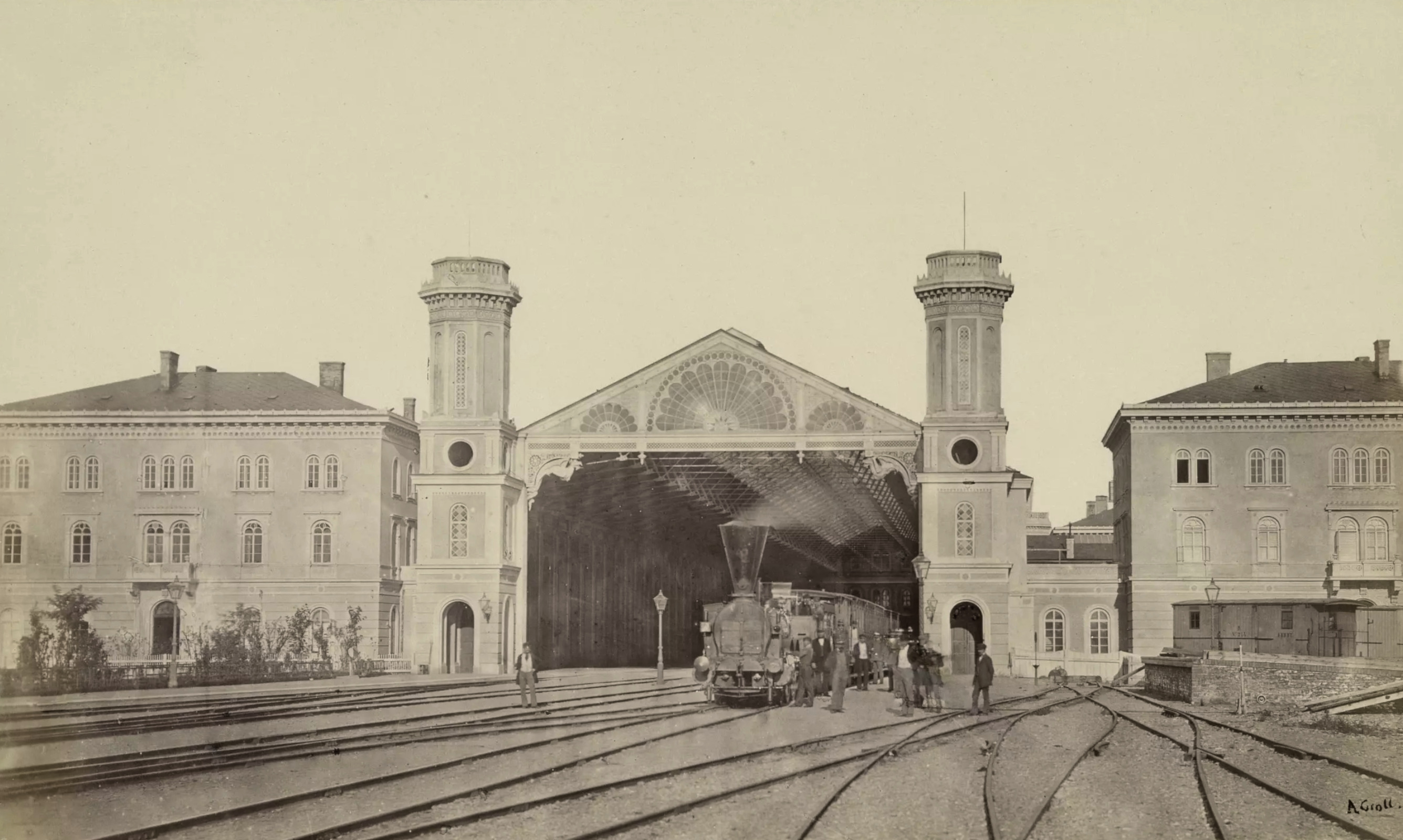
同、線路側

### 温室
ヨーロッパにおける初期のトレイン・シェッド建築には、温室の建築が大きな影響を与えている。温室は、高い屋根に覆われた広い空間として、技術的にはトレイン・シェッドと似たものである。それだけでなく、温室は本来は田園に属するべき植物を、都市の中に取り入れるための建物でもあった。この意味で駅のトレイン・シェッドは温室と同じ目的を持つ建物であるといえる。
トレイン・シェッド建築に大きな影響を与えた水晶宮も、内部に自然の樹木を取り込んでおり、温室としての性格を持つ。またマドリッドのアトーチャ駅では、使われなくなった旧トレイン・シェッドがスペイン南部の植物を展示する植物園として用いられている。

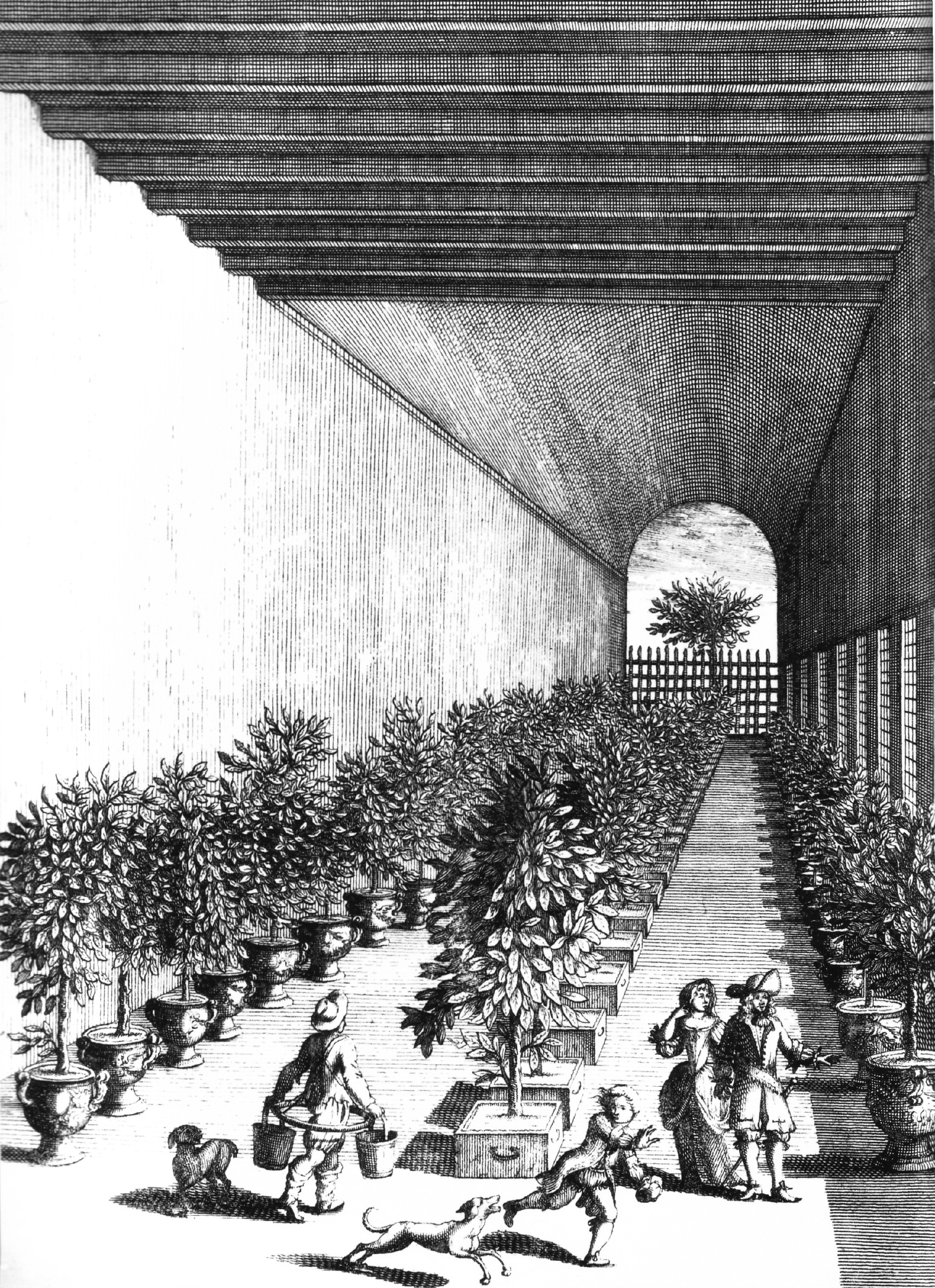
18世紀の温室
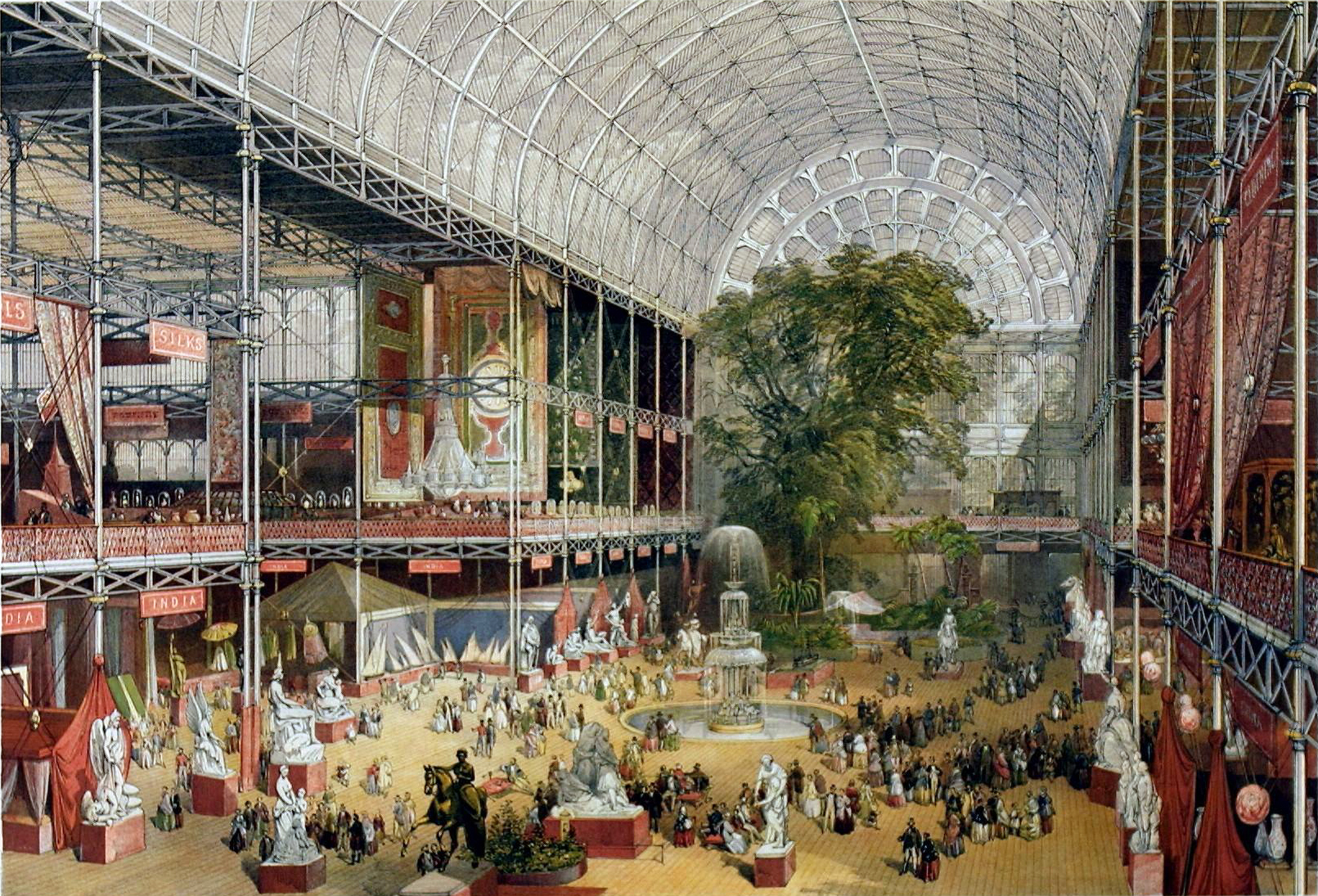
水晶宮
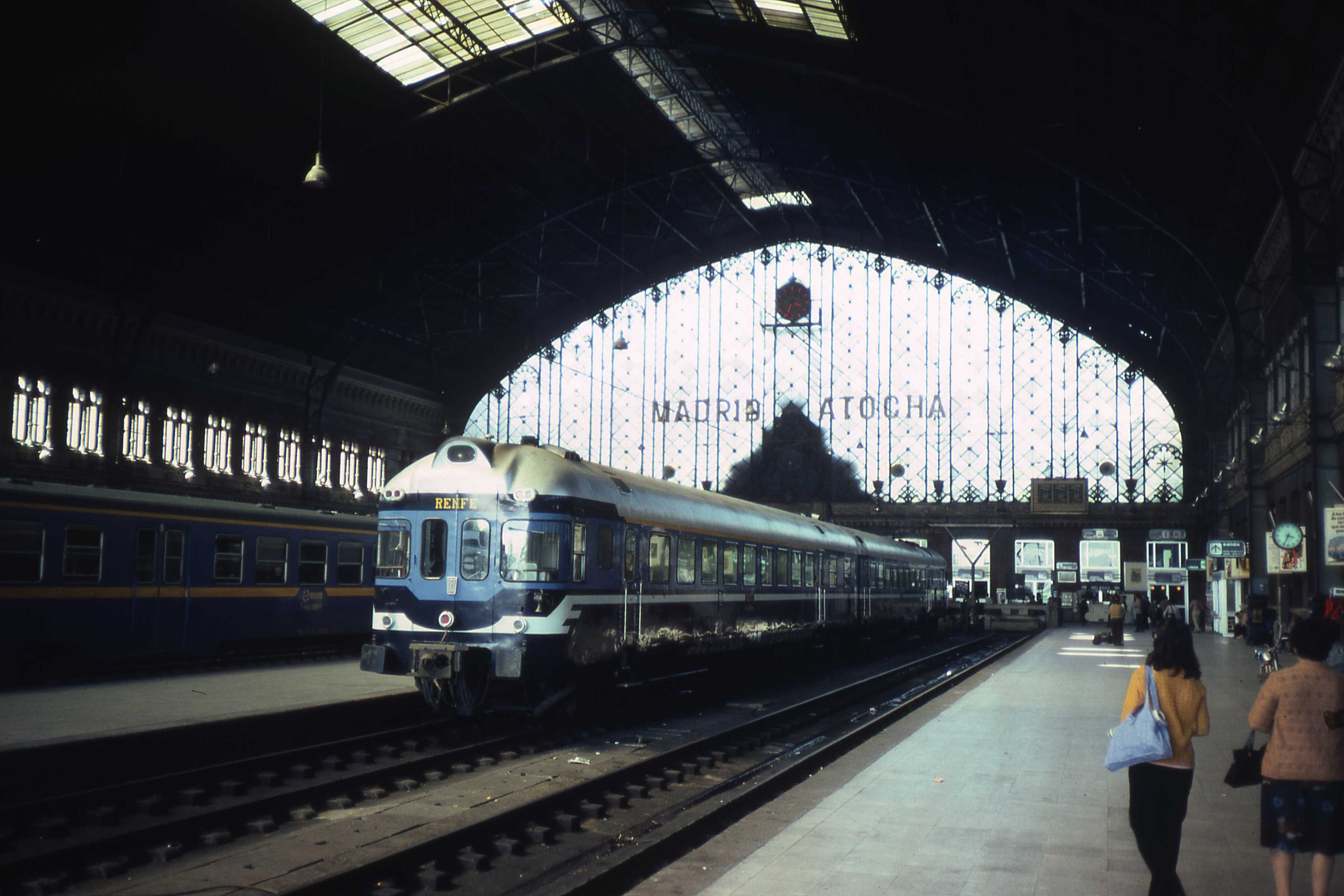
マドリッド・アトーチャ駅（1981年撮影）
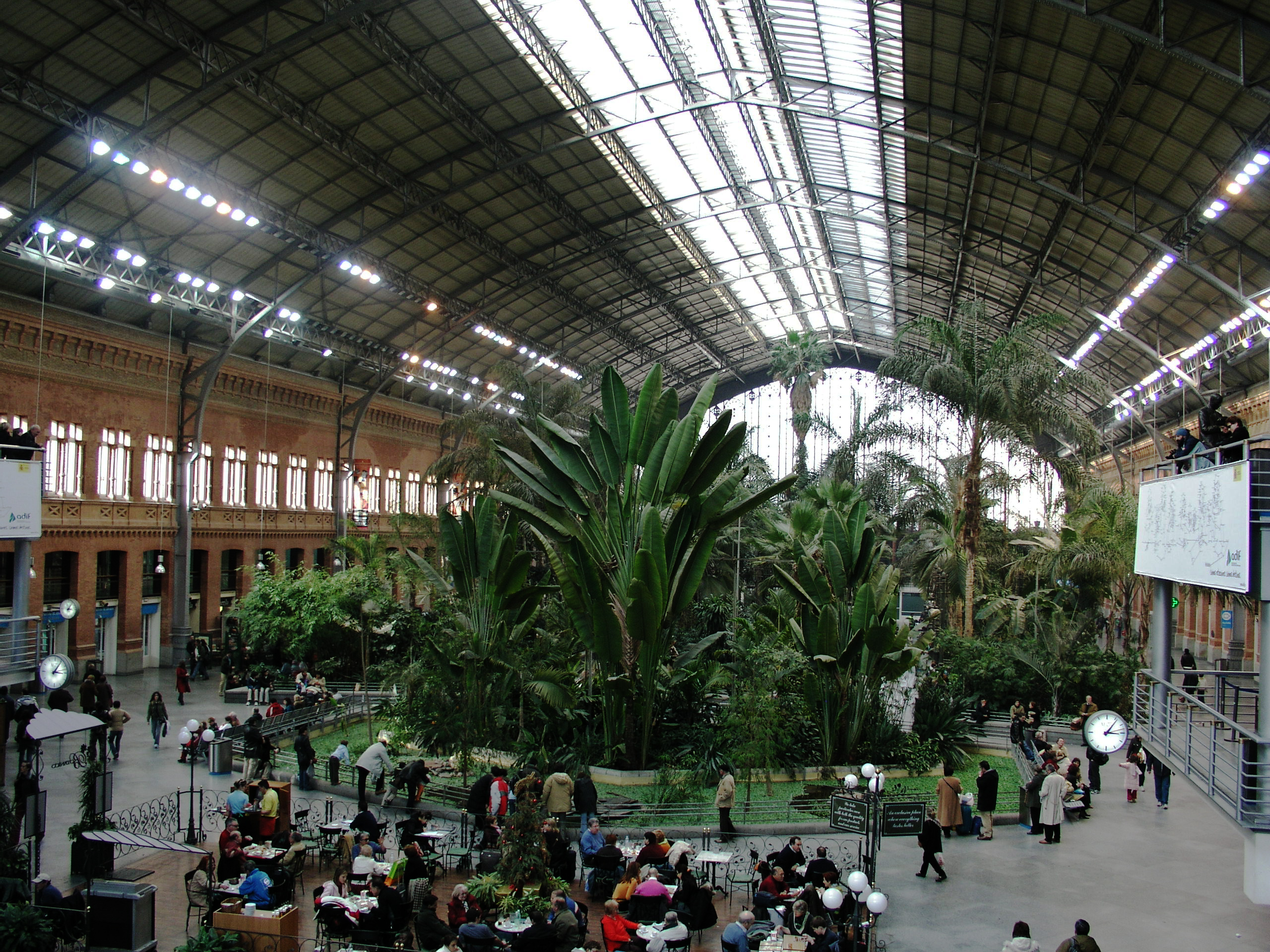
アトーチャ駅 旧トレイン・シェッド（2005年撮影）

### ピクチュアレスク
18世紀末に造園分野においてピクチュアレスクという思想が生まれ、それが建築や都市計画にも応用された。これは移動する視点にしたがって変化する景観を重視したものである。鉄道旅行による車窓からの眺めは、こうした視点変化の好例であり、鉄道の普及と19世紀のピクテュアレスク思想には密接な関係がある。トレイン・シェッドのデザインにもその影響は現れている。

## 日本のトレイン・シェッド

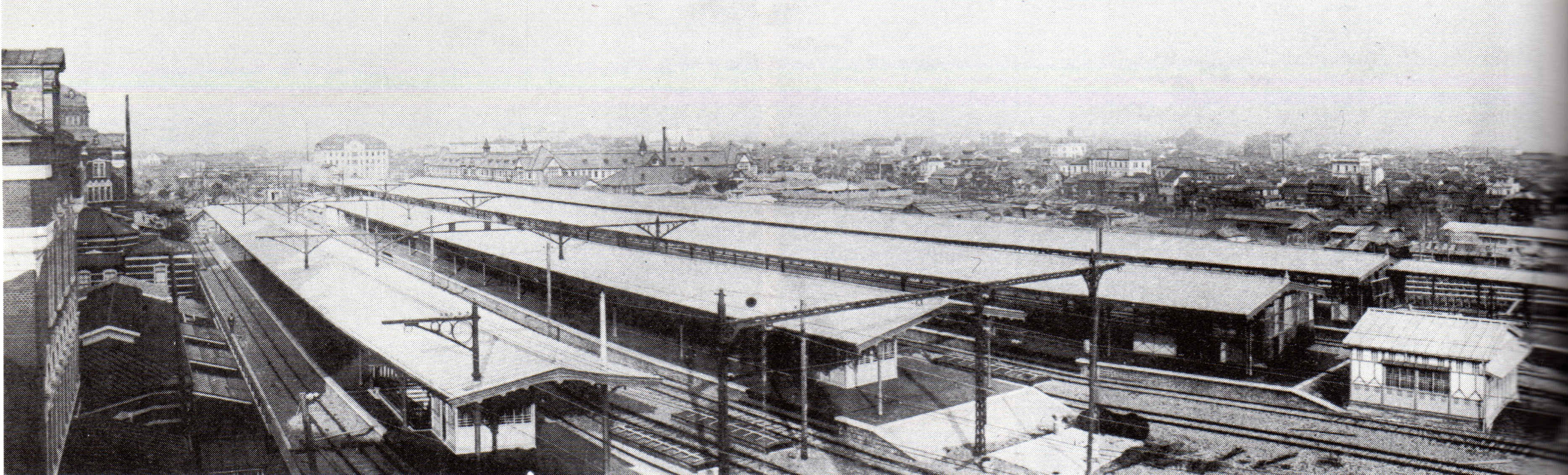
開業時の東京駅プラットホーム

日本では、欧米の主要駅のような巨大トレイン・シェッドが建設されることはなかった。明治時代に鉄道が開業したばかりの頃は、駅にかけられる費用も少なく、必要最低限の設備で済まされた。また井上勝の「工事は全て実用向きを主とすべし」という方針により、駅は実用本位に設計されトレイン・シェッドのような装飾性の高い施設は作られなかったのである。
1914年に開業した東京駅は、「日本の玄関」たることを意識して設計された最初の駅であるが、ここでもトレイン・シェッドは設けられなかった。東京駅の原案を作成したドイツ人技術者フランツ・バルツァーは、費用面の問題のほか、温暖な日本では気候に対する保護はそれほど重要ではないこと、煤塵の多い日本の石炭では煤がシェッド内に充満するおそれのあること、シェッドを作ってしまうと将来の駅の拡張が難しくなること等を指摘し、トレイン・シェッドは不要であると論じた。戦後、日本国有鉄道の時代になってからも、蒸気機関車牽引列車の廃止や気動車の性能向上による煤塵の減少や、慢性的な赤字もあり、駅ホームはたとえ新幹線であっても最低限の設備で作られていった。
私鉄では阪急神戸三宮駅でトレイン・シェッドが採用されており、ホームの全長を覆わない小規模なものでは叡山電鉄八瀬比叡山口駅、近畿日本鉄道吉野駅、東急電鉄蒲田駅、JR西日本天王寺駅阪和線ホーム（1929年開設時は阪和電気鉄道によるもの）などにも見られる。かつては阪急梅田駅（現大阪梅田駅）や南海難波駅、西鉄福岡駅（現西鉄福岡（天神）駅）にもトレイン・シェッドが採用されていたが、1960年代以降の駅舎改修とともに姿を消している。東急東横線の渋谷駅も、2013年の地下化に伴いトレイン・シェッドが廃止・撤去された。
国鉄民営化とJRの発足後、JR西日本・四国・九州エリアを中心に駅をランドマーク的なものに再開発する動きが盛んとなり、降雨や降雪、日射を防ぐことができ、景観上も良好で、ホームでの滞在環境の良い大屋根設置が増える傾向にある。
二条駅（1996年）、日向市駅（2006年）、高知駅（2008年、愛称「くじらドーム」）、 旭川駅（2011年）などで、高架化とともにホームと線路を同時に覆う屋根が造られている。高知駅のものは、駅前広場の一部をも覆うものである。
大阪駅（2011年）や甲子園駅（2015年）では、駅改良工事に併せて大屋根が設置されている。大阪駅では南北2つのビル（大阪ステーションシティ）の間でホームと線路群を覆う大屋根が完成したが、側面の開口部から雨が吹き込む問題が発覚したため、ホーム個別の上屋を完全に撤去するには至らず、透明な上屋に付け替えることで対応している。また、甲子園駅では阪神甲子園球場の最寄り駅でもあることから白球をイメージした大屋根を取り付けたが、ホーム全体を覆うことはできないため、大屋根からはみ出るホーム両端については平屋根としている。
屋根部分に他の機能を持たせる例もあり、例えば札幌駅では、2003年のJRタワー開業に伴い屋根部分を駐車場化した。ただしディーゼル機関車の排煙を逃がす・ホームの明かり取り等の目的で、主に線路上の部分など一部が排気塔となっている。
降雪地帯に所在する新幹線の駅は駅全体を覆う屋根が設置されている例が多いが、八戸駅など、大規模なアーチ形状の駅もある。2020年開業の高輪ゲートウェイ駅は駅新設とともに、全ホームが覆われる構造のトレイン・シェッドを採用している。

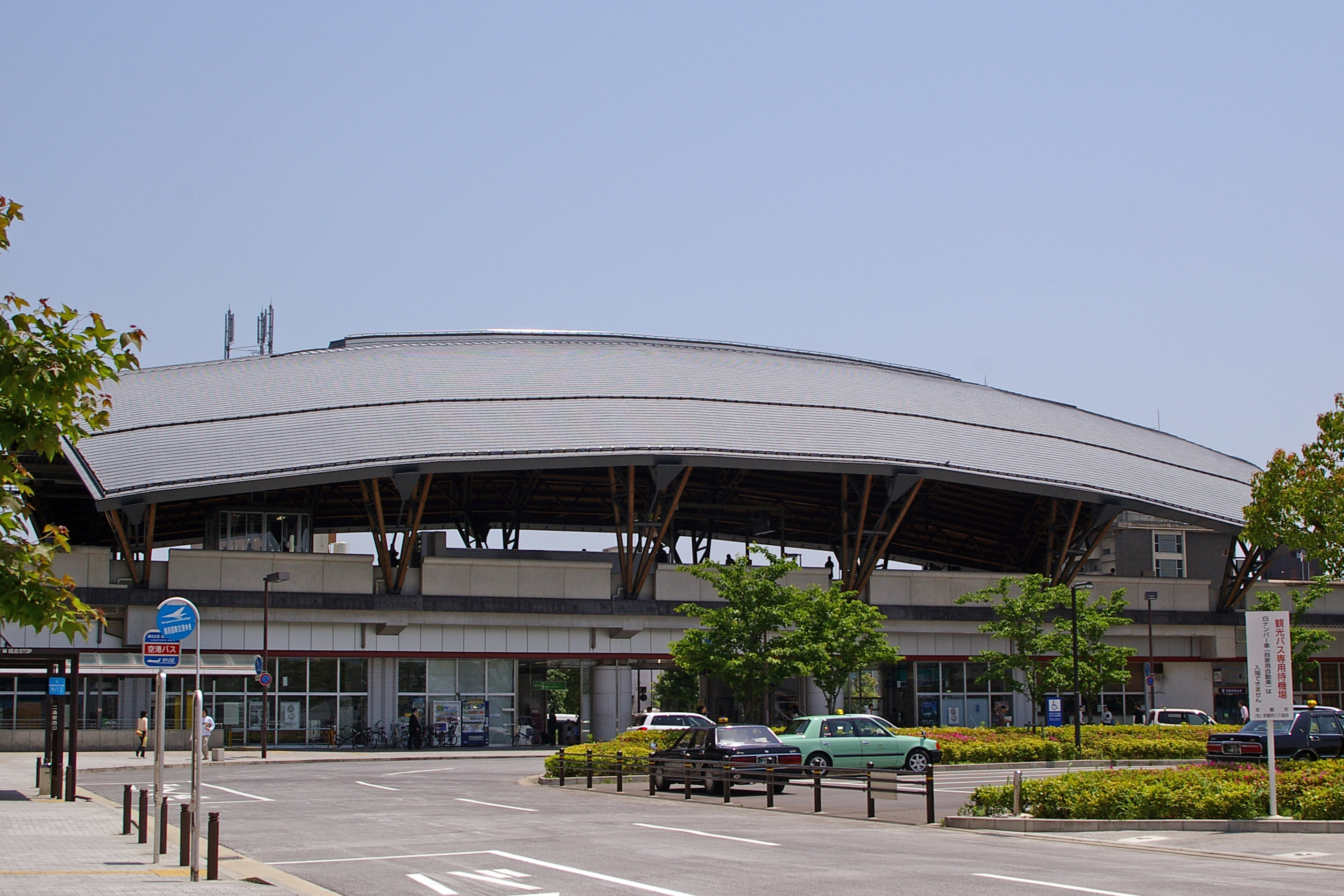
二条駅
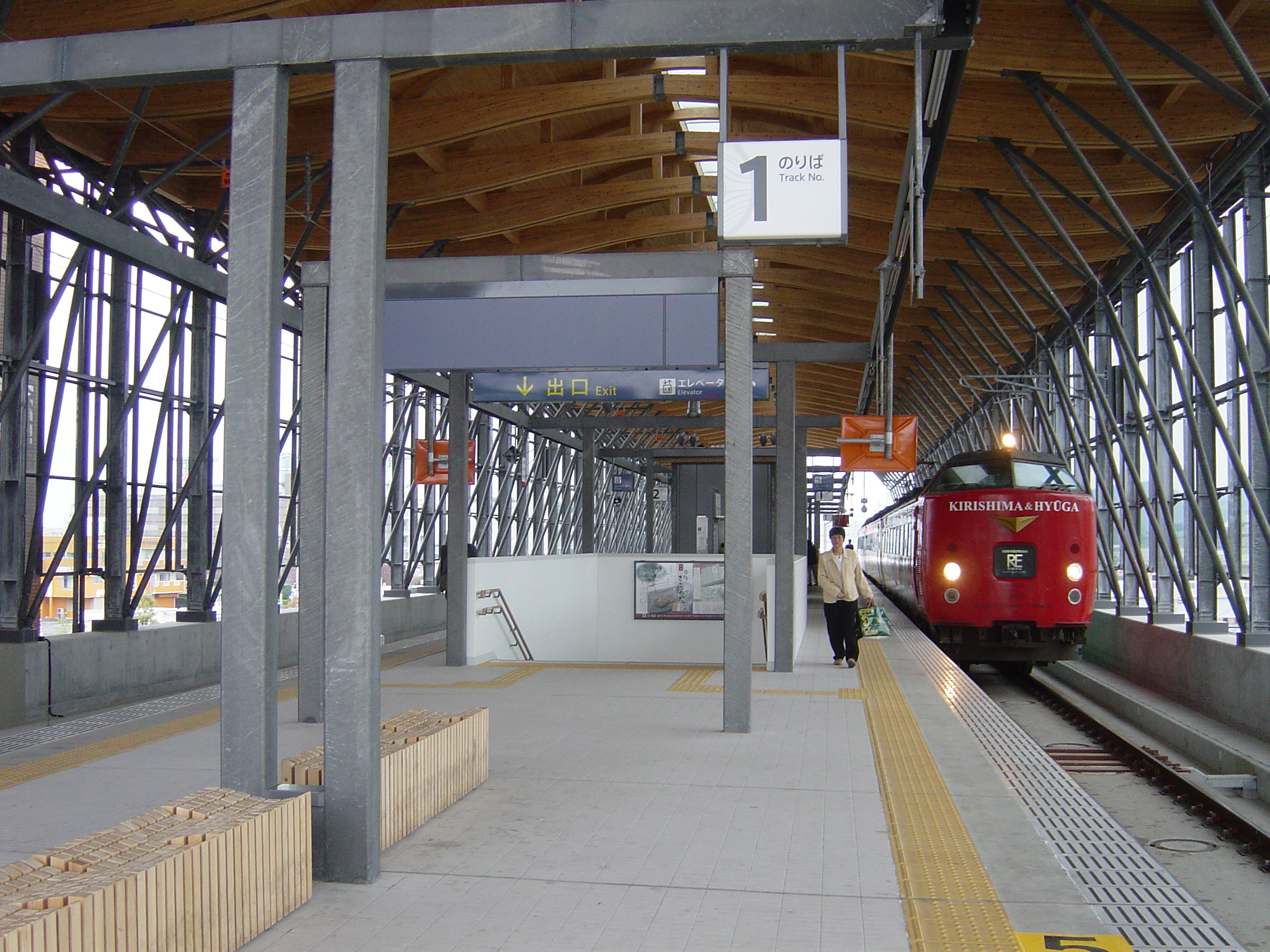
日向市駅
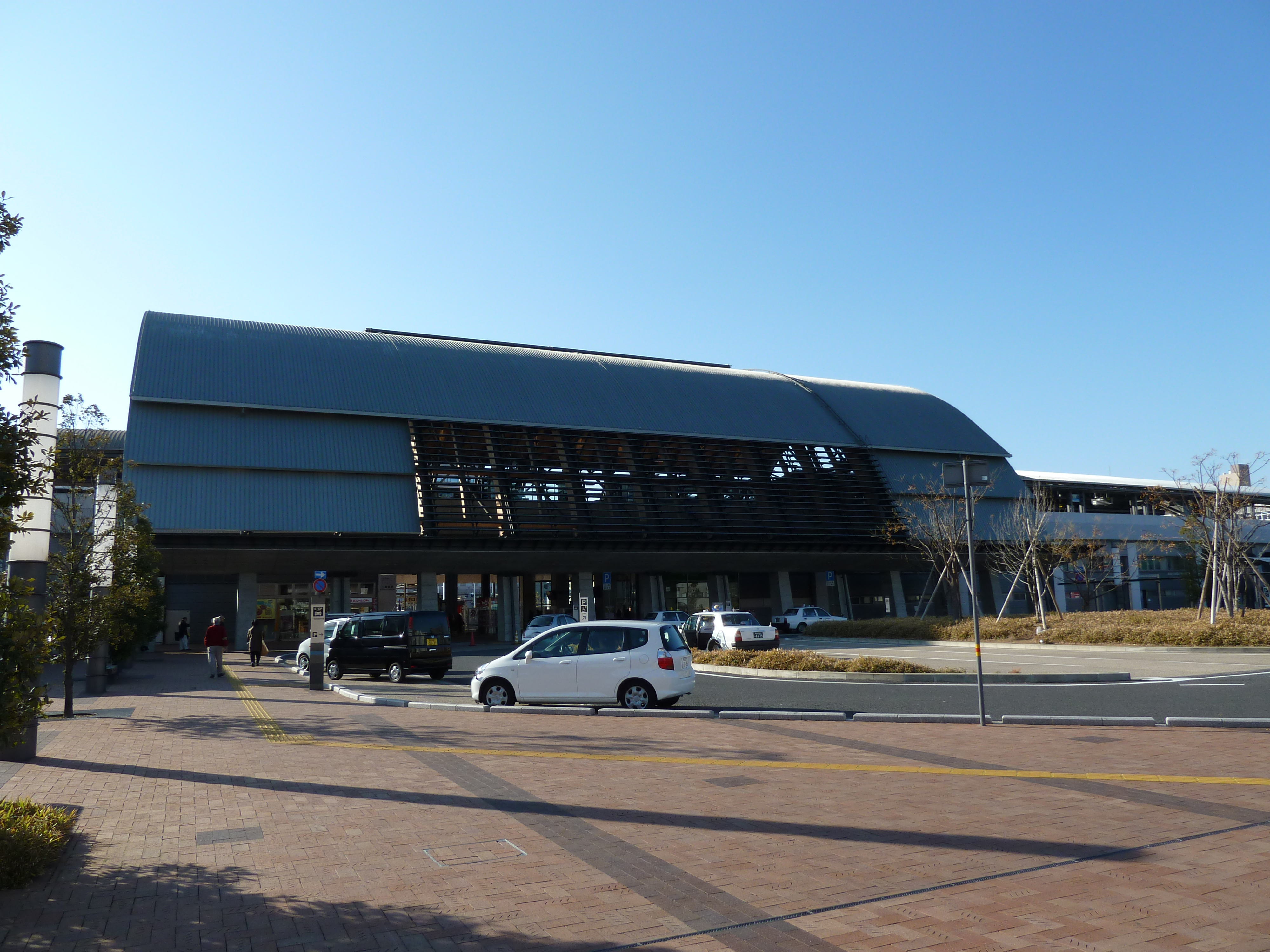
高知駅
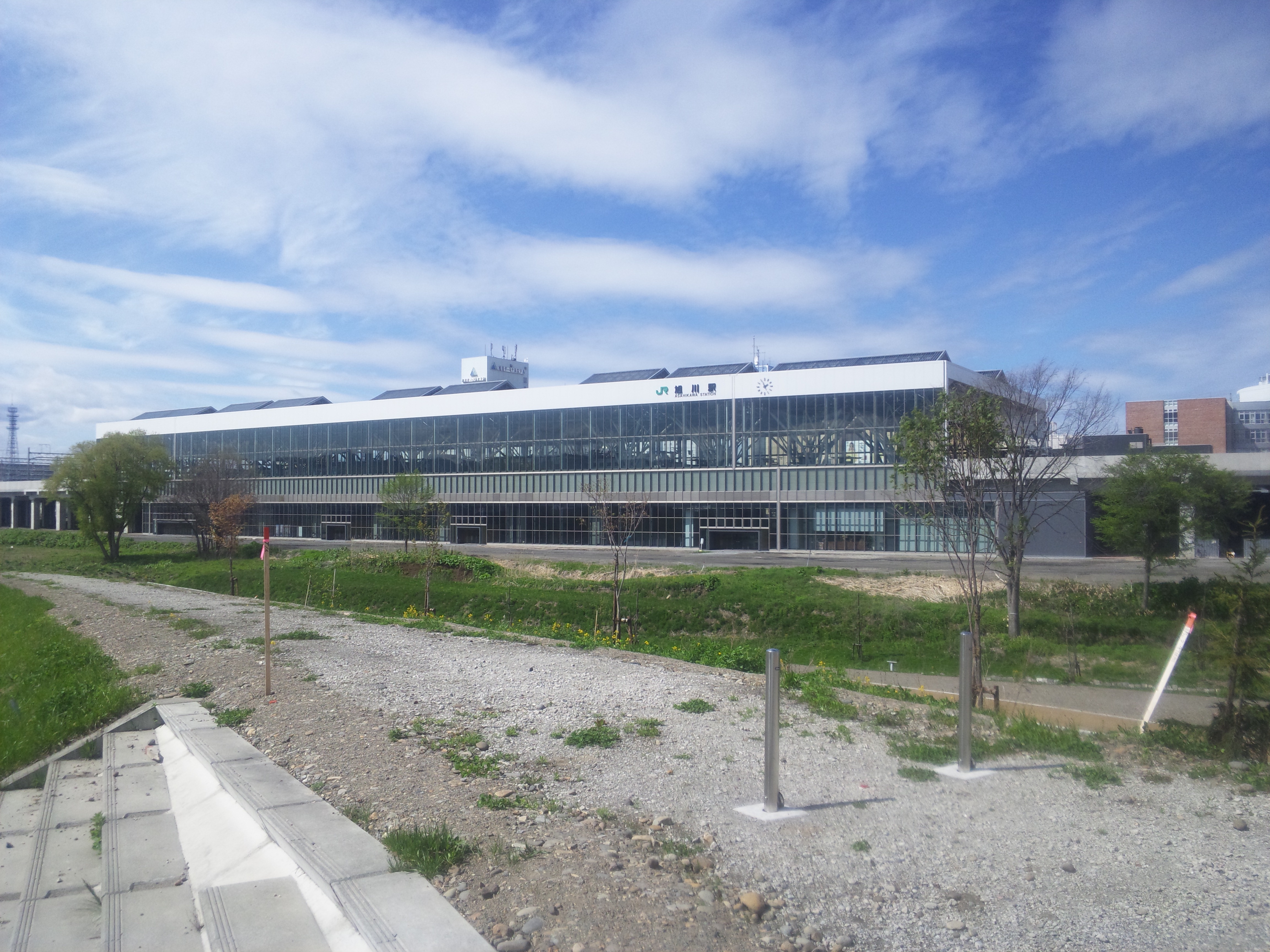
旭川駅
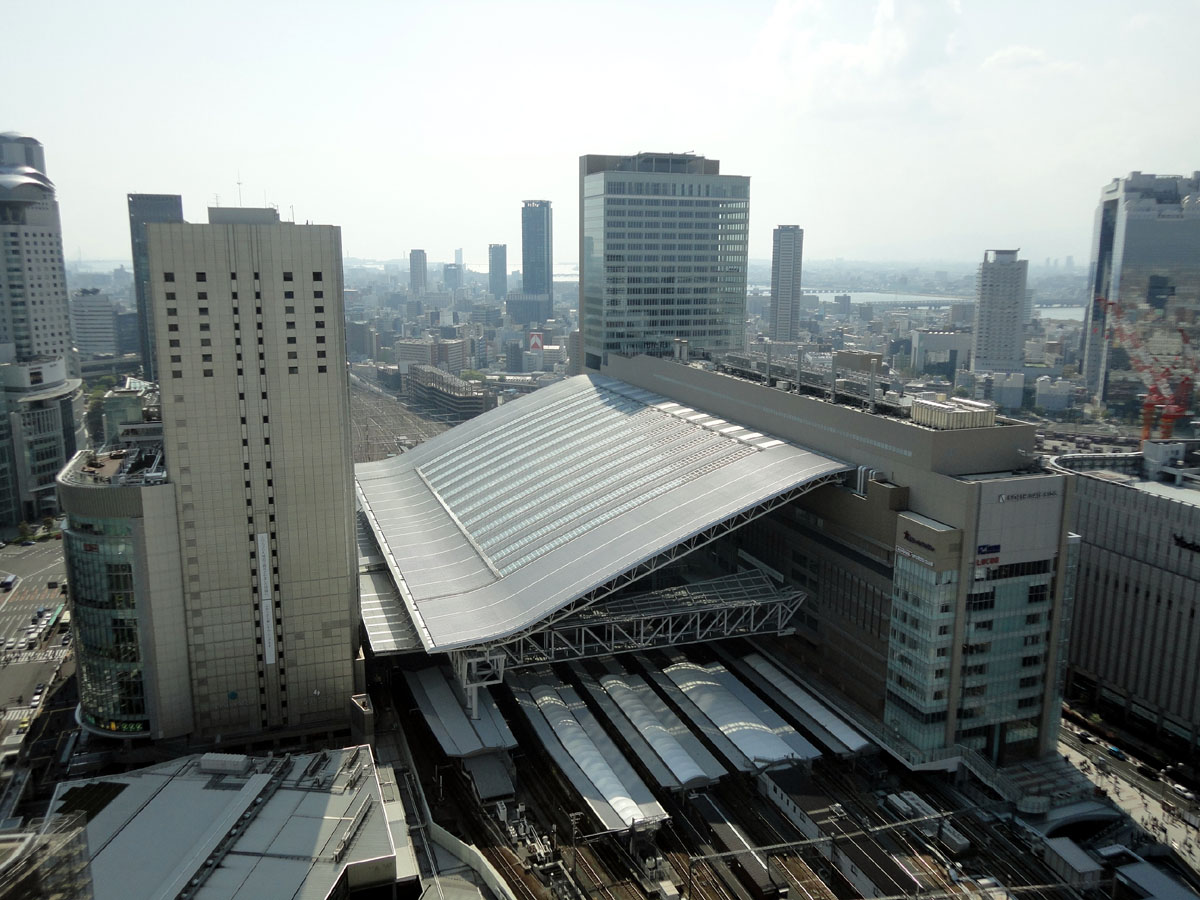
大阪駅
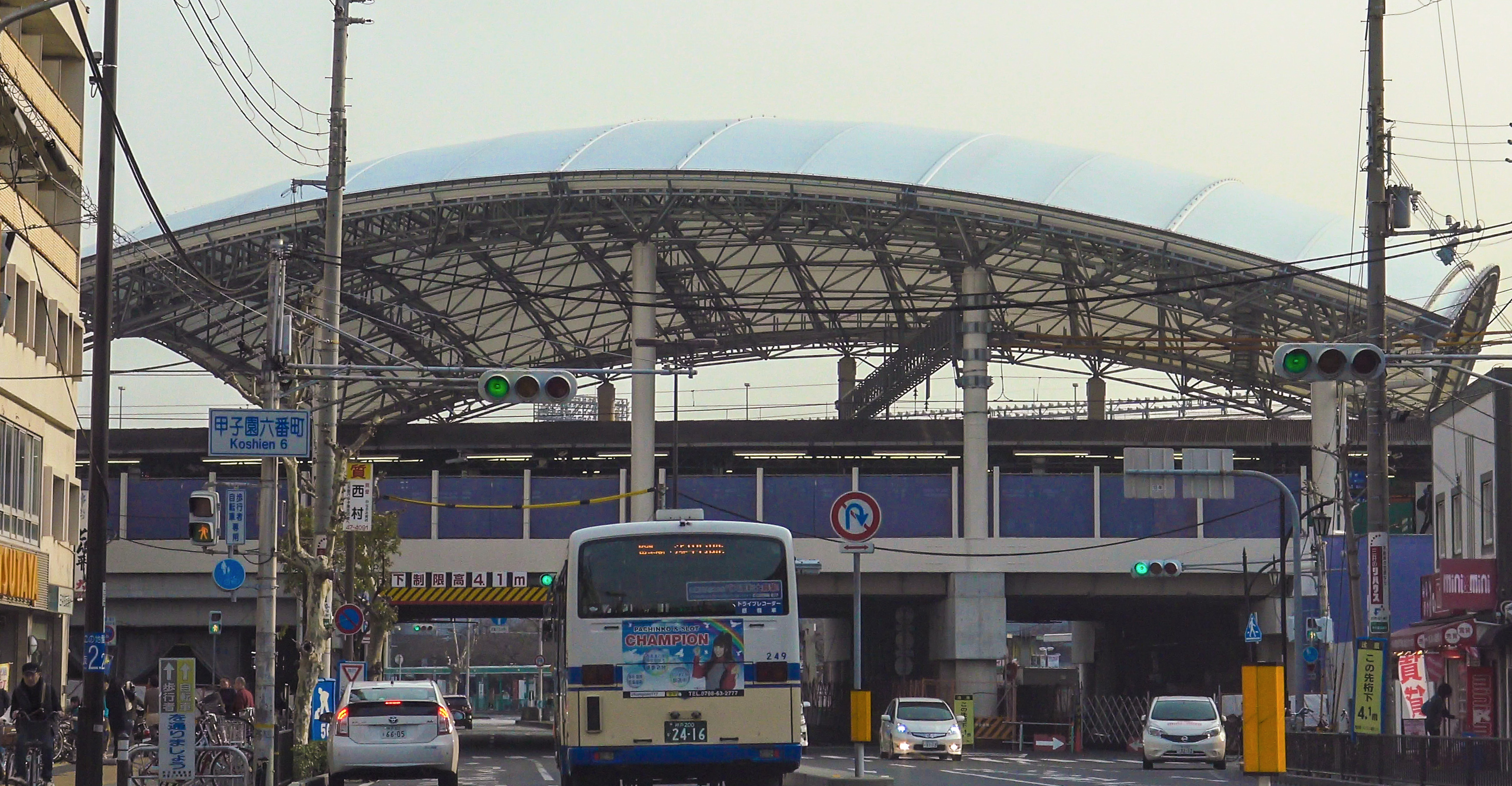
甲子園駅
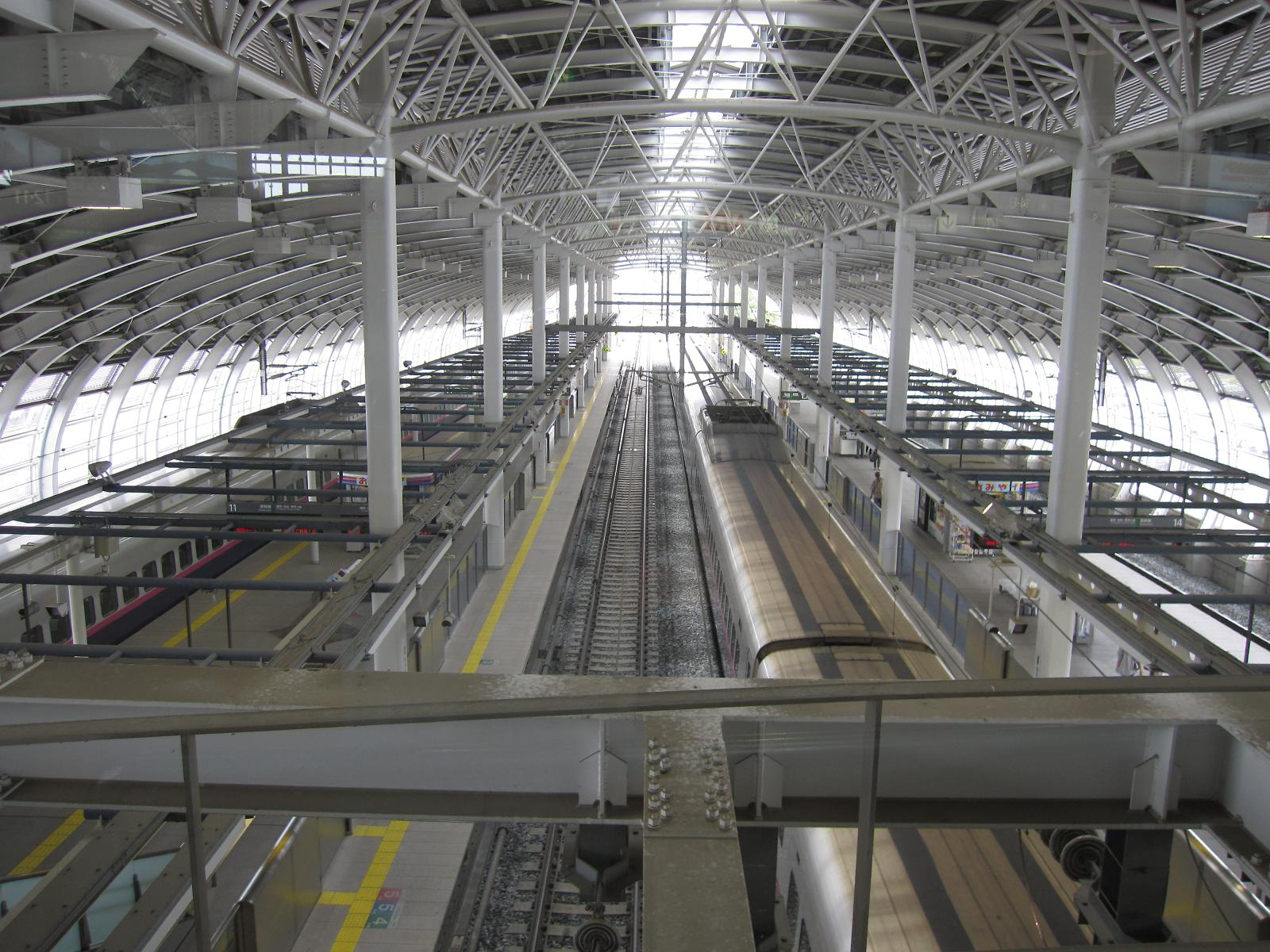
八戸駅

## 主なトレイン・シェッドの一覧
出典の記号は以下の通り。
- (a) 金井, 天野 & 中井 2000, p. 550 表2
- (b) Rühl 1914, p. 89 Zusammenstellung II. Bahnhofshallen
- (c) Meeks 1995, pp. 169–174 Comparative Table of Train-sheds - 数値はフィート単位をメートルに換算し四捨五入した。なおMeeksによれば、これらのデータには異説もある。

| 竣工年 | 国                                        | 都市・駅名                                                                         | 幅(m)     | 最大径間(m) | 高さ(m) | 構造                         | 出典 |
| ------ | ----------------------------------------- | ---------------------------------------------------------------------------------- | --------- | ----------- | ------- | ---------------------------- | ---- |
| 1830年 | イギリス                                  | リヴァプール・クラウンストリート駅                                                 | 10.7      | 10.7        |         | クイーンポスト・トラス       | (a)  |
| 1836年 | イギリス                                  | リヴァプール・ライム・ストリート駅                                                 | 16.8      | 16.8        |         | クイーンポスト・トラス       | (a)  |
| 1839年 | イギリス                                  | ロンドン・ナイン・エルムス駅                                                       | 22.5      | 7.5         |         | キングポスト・トラス         | (a)  |
| 1839年 | イギリス                                  | ロンドン・ユーストン駅                                                             | 39.4      | 12.2        |         | キングポスト・トラス         | (a)  |
| 1840年 | イギリス                                  | ブリストル・テンプル・ミーズ駅                                                     | 22        | 22          |         | ハンマービーム               | (a)  |
| 1840年 | イギリス                                  | ダービー・トリジャンクト駅 （ダービー駅）                                          | 51        | 17          |         | キングポスト・トラス         | (a)  |
| 1847年 | フランス                                  | パリ北駅                                                                           | 54        | 27          |         | ポロンソー・トラス           | (c)  |
| 1850年 | イギリス                                  | リヴァプール・ライム・ストリート駅                                                 | 47        | 47          |         | クレセント・トラス           | (a)  |
| 1852年 | フランス                                  | パリ東駅                                                                           | 30        | 30          | 23 (c)  | ポロンソー・アーチ           | (a)  |
| 1852年 | フランス                                  | パリ・リヨン駅                                                                     | 44        | 22          |         | ポロンソー・トラス           | (a)  |
| 1852年 | アメリカ合衆国                            | フィラデルフィア（フィラデルフィア・ウィルミントン・アンド・ボルティモア鉄道の駅） | 46        | 46          |         | アーチ型ハウ・トラス         | (c)  |
| 1853年 | フランス                                  | パリ・サン・ラザール駅                                                             | -         | 40          |         | ポロンソー・トラス           | (a)  |
| 1854年 | イギリス                                  | ロンドン・パディントン駅                                                           | 73        | 31          |         | arched rib                   | (a)  |
| 1854年 | イギリス                                  | バーミンガム・ニューストリート駅                                                   | 64.3      | 64.3        | 24 (c)  | クレセント・トラス           | (a)  |
| 1855年 | アメリカ合衆国                            | シカゴ・グレート・セントラル駅                                                     | 56        | 56          | 13      | アーチ型ハウ・トラス         | (c)  |
| 1861年 | イギリス                                  | ロンドン・ヴィクトリア駅                                                           | 79.2      | 39.6        | 19 (c)  | tied lattice arch            | (a)  |
| 1865年 | フランス                                  | パリ北駅                                                                           | 72        | 35 (c)      | 38 (c)  | ポロンソー・トラス           | (a)  |
| 1867年 | プロイセン （現ドイツ）                   | ベルリン東駅                                                                       | 37.66     | 37.66       | 18.83   | 3ヒンジアーチ                | (b)  |
| 1868年 | ヴュルテンベルク （現ドイツ）             | シュトゥットガルト新駅                                                             | 62        | 31          | 22      | クレセント・トラス（木造）   | (c)  |
| 1868年 | イタリア                                  | トリノ・ポルタ＝ヌオヴァ駅                                                         | 47        |             | 30      | アーチ                       | (c)  |
| 1868年 | イギリス                                  | ロンドン・セント・パンクラス駅                                                     | 73.2      | 73.2        | 30.5    | リジッドアーチトラス(a)      | (b)  |
| 1871年 | アメリカ合衆国                            | ニューヨーク・グランド・セントラル駅                                               | 61        | 61          | 30 (c)  | リジッドアーチトラス         | (a)  |
| 1875年 | イギリス                                  | ロンドン・リバプール・ストリート駅                                                 | 84.4      | 33.2        | 23 (c)  | ディヨン式トラス             | (a)  |
| 1877年 | オーストリア＝ハンガリー （現ハンガリー） | ブダペスト西駅                                                                     | 41        | 41          |         | ポロンソー・トラス           | (a)  |
| 1880年 | ドイツ                                    | ベルリン・アンハルター駅                                                           | 62.65     | 62.65       | 34.25   | タイロッド付き3ヒンジアーチ  | (b)  |
| 1881年 | ドイツ                                    | ベルリン・アレクサンダー広場駅                                                     | 37.1      | 37.1        | 19.6    | 3ヒンジアーチ                | (b)  |
| 1888年 | ドイツ                                    | フランクフルト中央駅                                                               | 167.4(a)  | 56.00       | 28.60   | 3ヒンジアーチトラス          | (b)  |
| 1888年 | アメリカ合衆国                            | ジャージーシティ・ペンシルバニア鉄道駅                                             | 77        | 77          | 26      | 3ヒンジアーチ                | (c)  |
| 1888年 | アメリカ合衆国                            | フィラデルフィア・ブロードストリート駅                                             | 91.5      | 91.5        | 33 (c)  | 3ヒンジアーチ                | (a)  |
| 1889年 | ドイツ                                    | ブレーメン中央駅                                                                   | 58.8      | 58.8        | 28 (c)  | 3ヒンジアーチ                | (a)  |
| 1893年 | アメリカ合衆国                            | フィラデルフィア・レディング・ターミナル駅                                         | 78        | 78          | 27      | 3ヒンジアーチ                | (c)  |
| 1893年 | ドイツ                                    | ケルン中央駅                                                                       | 90.8(a)   | 63.9        | 24.6    | 2ヒンジアーチ                | (b)  |
| 1894年 | アメリカ合衆国                            | セントルイス・ユニオン駅                                                           | 183       | 43          | 22.8    | inverted arched Pegram truss | (c)  |
| 1898年 | ドイツ                                    | ドレスデン中央駅                                                                   | 130.5     | 58.8        | 30 (c)  | 3ヒンジアーチ                | (a)  |
| 1898年 | フランス                                  | ボルドー・サン＝ジャン駅                                                           | 57.6      | 57.6        | 26 (c)  | ラティス・アーチ             | (a)  |
| 1899年 | アメリカ合衆国                            | ボストン南駅                                                                       | 174       | 69          | 19      | 曲線トラス、カンチレバー     | (c)  |
| 1900年 | フランス                                  | パリ・オルセー駅                                                                   | 51.3      | 51.3        |         | ディヨン式トラス             | (a)  |
| 1900年 | フランス                                  | パリ・リヨン駅                                                                     | 118       | 46          |         | トラス                       | (c)  |
| 1906年 | ドイツ                                    | ハンブルク中央駅                                                                   | 112.4 (a) | 73.00       | 35      | 2ヒンジアーチ                | (b)  |
| 1914年 | ドイツ                                    | ライプツィヒ中央駅                                                                 | 298.6 (a) | 45.00       | 20      | 3ヒンジアーチトラス          | (b)  |
| 1926年 | ブラジル                                  | サンパウロ・ルス駅                                                                 | 43        | 43          | 20      | ３ヒンジアーチ               | (c)  |
| 1933年 | イタリア                                  | ミラノ中央駅                                                                       | 187       | 72          |         | アーチ                       | (c)  |
| 1934年 | フランス                                  | ランス中央駅 （ランス駅）                                                          | 65        | 35          | 16      | 鉄筋コンクリート製アーチ     | (c)  |

1. ↑  (c)では1851年
2. ↑  後のグランド・セントラル駅とは別
3. ↑  (a)では1866年
4. ↑  (a)では36.3m
5. ↑  (c)では1869年
6. ↑  (a)では62.4m
7. ↑  (a)では55.8m
8. ↑  (c)では1893年
9. ↑  (a)では1894年
10. ↑  (a)では64m
11. ↑  (a)では3ヒンジアーチ
12. ↑  (c)では1902年
13. ↑  (a)では72.8m
14. ↑  (a)では3ヒンジアーチ
15. ↑  (a)では1915年
16. ↑  (a)では44.8m